# البتراء
البتراء أو البترا أو البطراء مدينة أثرية وتاريخية تقع في محافظة معان في جنوب المملكة الأردنية الهاشمية. تشتهر بعمارتها المنحوتة بالصخور ونظام قنوات جر المياه القديمة. أُطلق عليها قديمًا اسم «سلع»، كما سُميت بـ «المدينة الوردية» نسبةً لألوان صخورها الملتوية.
أُسست البتراء تقريبًا في عام 312 ق.م عاصمة لمملكة الأنباط. وقد تبوأت مكانةً مرموقةً لسنوات طويلة، حيث كان لموقعها على طريق الحرير، والمتوسط لحضارات بلاد ما بين النهرين وفلسطين ومصر، دورًا كبيرًا جعل من دولة الأنباط تمسك بزمام التجارة بين حضارات هذه المناطق وسكانها. وتقع المدينة على منحدرات جبل المذبح، بين مجموعة من الجبال الصخرية الشاهقة، التي تُشكل الخاصرة الشمالية الغربية لشبه الجزيرة العربية، وتحديدًا وادي عربة، الممتد من البحر الميت وحتى خليج العقبة.
بقي موقع البتراء غير مكتشف للغرب طيلة الفترة العثمانية، حتى أعاد اكتشافها المستشرق السويسري يوهان لودفيغ بركهارت عام 1812. وقد أُدرجت مدينة البتراء على لائحة التراث العالمي التابعة لليونسكو في عام 1985. واختيرت إحدى عجائب الدنيا السبع الجديدة عام 2007.
وتُعد البتراء اليوم، رمزًا للأردن، وأكثر الأماكن جذبًا للسياح على مستوى المملكة. كما أنها واحدة من أهم الوجهات السياحية لزعماء العالم. ولقد احتفلت المدينة بالزائر رقم مليون لأول مرة في تاريخ السياحة الأردنيّة، وذلك في شهر تشرين الثاني/ نوفمبر 2019.

## الجغرافيا
تقع مدينة البتراء في لواء البتراء التابع لمحافظة معان، على بعد 225 كيلومتر جنوب العاصمة الأردنية عمّان، وإلى الغرب من الطريق الصحراوي الذي يصل بين عمّان ومدينة العقبة على ساحل خليج العقبة. يقع اللواء في الجهة الغربية من مدينة معان مركز المحافظة، ويبعد عنها 36 كم. ويتواجد على امتداد سلسلة جبال الشراة المطلة على وادي عربة وطبيعتها الجغرافية المنحدرة والمحاطة بالجبال. تبلغ مساحة اللواء 900 كم2 ، أما مساحة المحمية الأثرية فتبلغ 264 كم2. وتُعتبر البتراء أحد مناطق هذا اللواء، ومركزه مدينة وادي موسى.
تتميز مدينة البتراء بأنها مدينة محفورة في الحجر الرملي الملون في صخور جبال وادي موسى الوردي، ولذا سُميت بـ «المدينة الوردية». ويمكن للزائر أن يصل إليها بواسطة السيارة وبعدها يبدأ في السير بين جنبات مدينة ضخمة محفورة في الصخر، ومختبئة خلف حاجز منيع من الجبال المتراصة التي بالكاد يسهل اختراقها يطلق عليه اسم السيق.

### الجيولوجيا

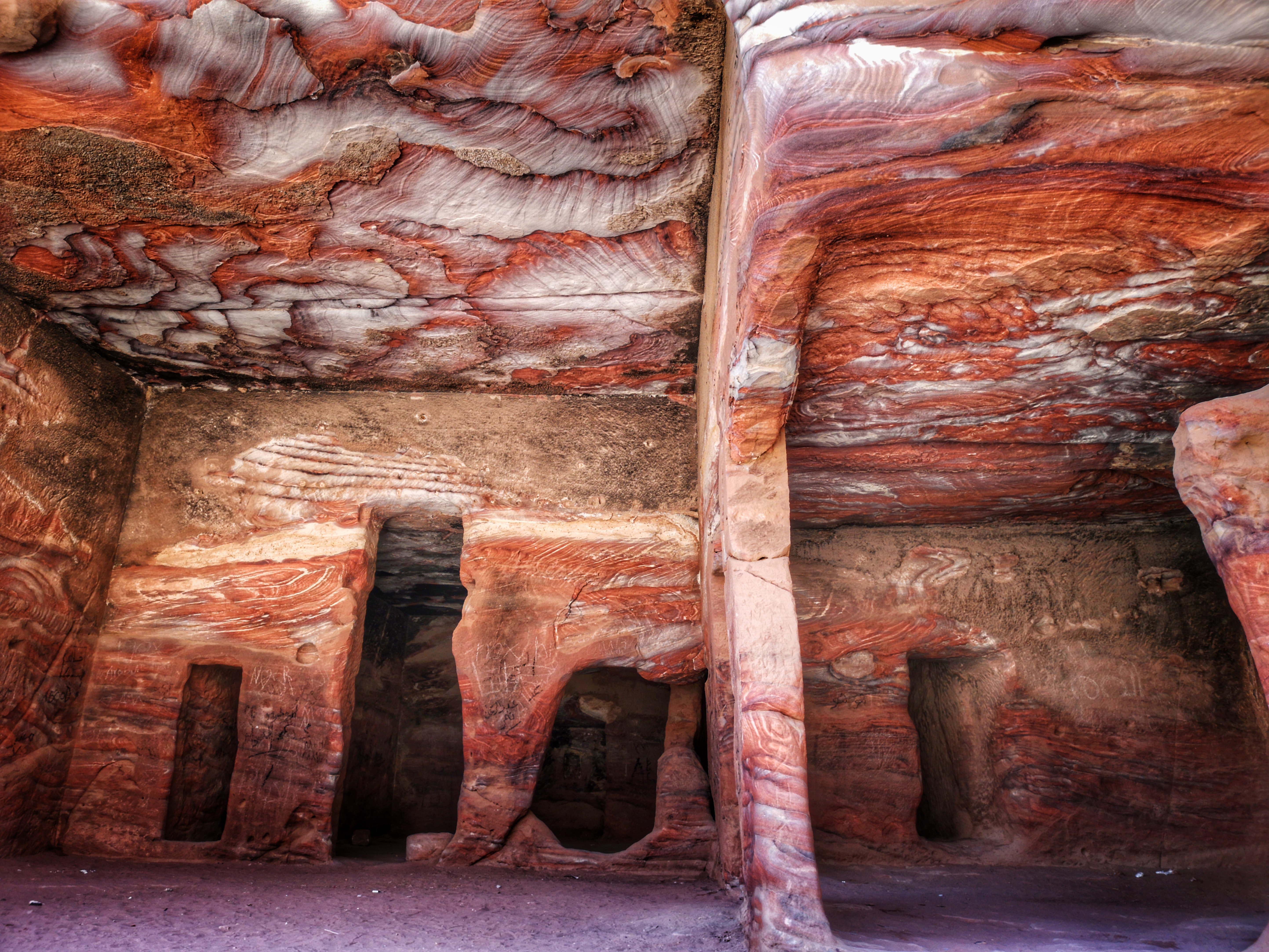
الصخور الوردية المكونة للبتراء.

من أهم المظاهر الجيولوجية في مناطق البتراء؛ التكشفات الصخرية والتي تبين معظم الفترات والعصور والأعمار على السلم الجيولوجي، لتأثر المنطقة بعمليات تكتونية ناجمة عن حركة انفتاح وتوسع صدع البحر الميت، حيث تتكشف صخور القاعدة الجرانيتية في وادي نملة شمال غرب منطقة بيضاء البترا، والتي تعود إلى فترات ما قبل الكامبري بعمر 650 مليون سنة.
تمتاز منطقة البتراء بتكشفات الصخور الرسوبية والرمال التي تتكون من فتات معادن الفلدسبار وغيرها والتي تعود للعصر الكامبري والأوردوفيشي، حيث ترسّبت في بيئات نهرية أدت إلى نقلها وترسيبها آنذاك، ومن ثم وللأعلى تتكشف مباشرة صخور العصر الكريتاسي وبوجود عدم توافق ترسيبي يفسر بعمليات؛ زوال صخور عصور معروفة كالسيلوري والجوراسي وانقطاع في الترسيب في تلك العصور. توجد أيضا تراكيب جيولوجية مثالية كالصدوع والطيات، والمقاطع الجيولوجية المثالية التي تتجمل بألوان زاهية، إضافة الينابيع والكهوف الطبيعية، والأحافير الممثلة لكافة العصور الجيولوجية. من أهم التراكيب الجيولوجية في البترا هي؛ صدع وادي موسى، حيث تأثرت المنطقة بصدع رأسي اتجاهه شمال- جنوب؛ وهو أحد الصدوع الرئيسية في جنوب الأردن. وتعمل سلطة إقليم البترا على التمهيد من أجل إطلاق مشروع السياحة الجيولوجية من خلال التعاون مع سلطة المصادر الطبيعية الأردنية، وتعد هذه التجربة الأولى من نوعها في المملكة.

### الحياة البرية

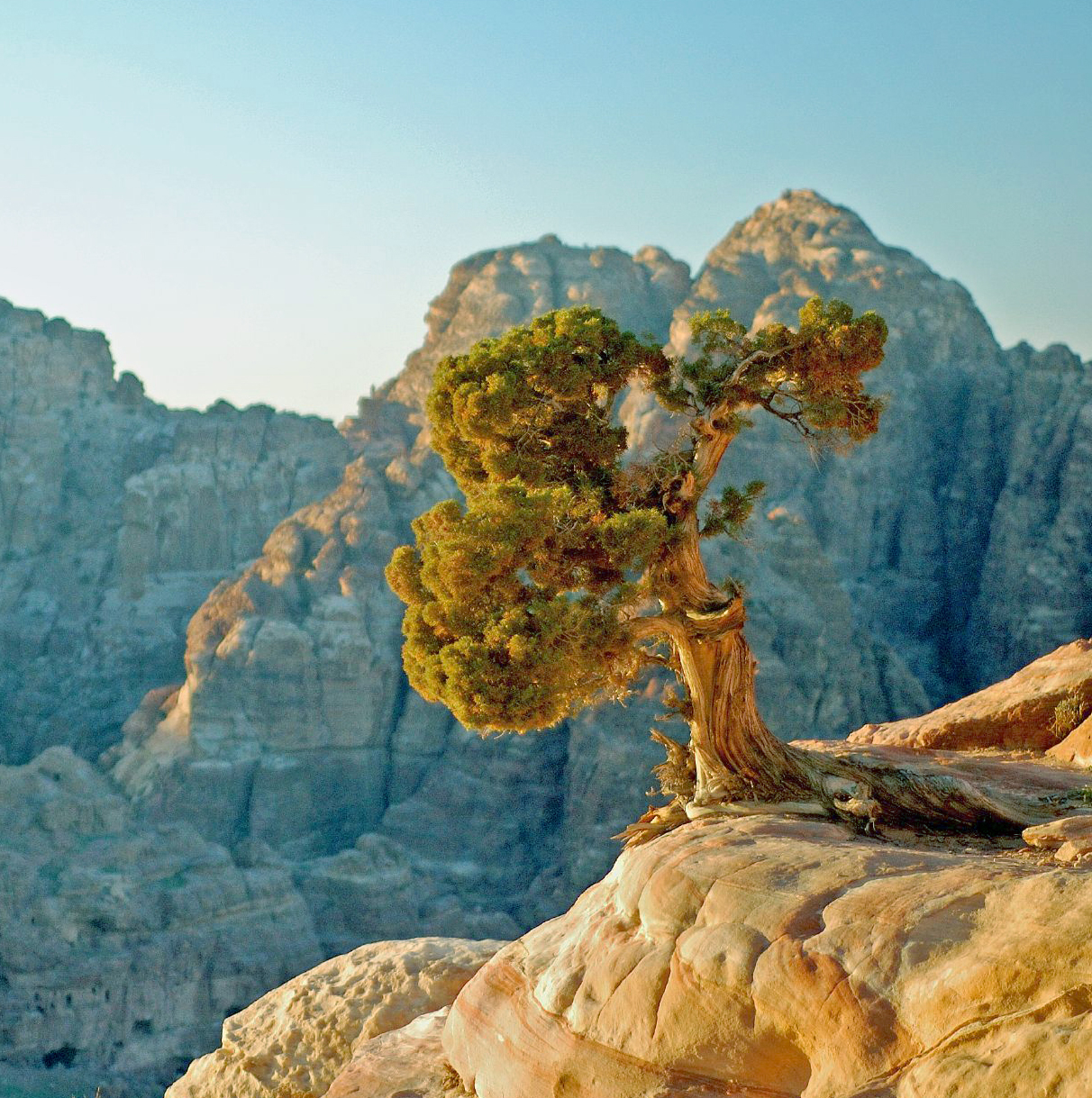
عرعر فينيقي في البتراء.

ينتشر شجر العرعر الفينيقي في البتراء كونها امتدادا لمناطق تواجده في المشرق العربي. وهو نوع نباتي شجري من جنس العرعر يتبع الفصيلة السروية.
تقع البتراء في جنوب بلاد الشام، حيث وادي عربة وصحراء النقب. تعيش في هذه البيئات أنواع عشبية حولية ومعمرة. توجد كثير من الأنواع البصيلية والدرنية مثل العنصل والبلفية (باللاتينية: Bellevalia) من الفصيلة الهليونية والعصفلدين من الفصيلة الزانثورية. وتوجد عدة أنواع من الحثرة (باللاتينية: Boerhavia) ومن الصدح (باللاتينية: Commicarpus) من الفصيلة الشّبّيّة (باللاتينية: Nyctaginaceae).

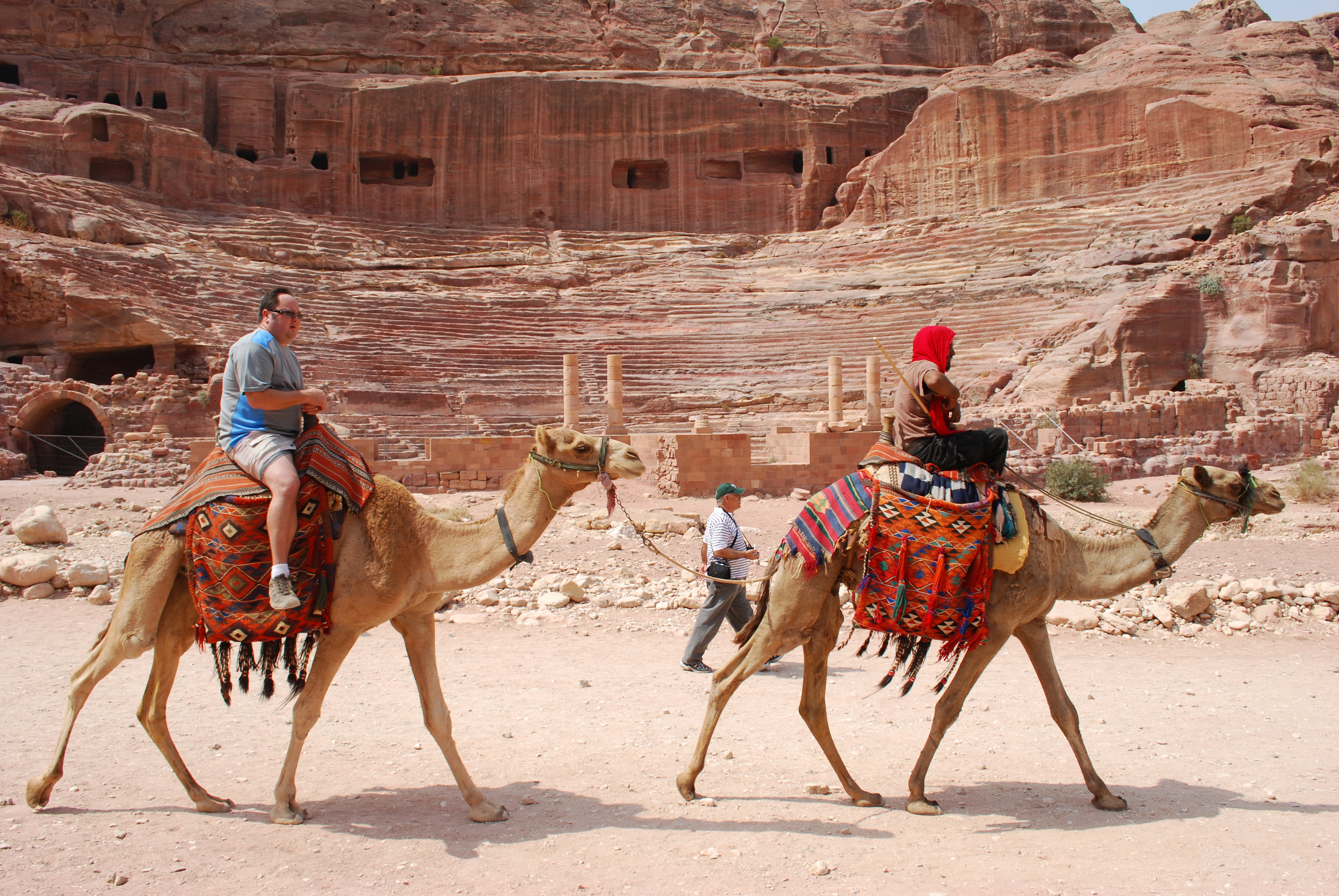
جمال في البترا.

تتميز منطقة النقب ببعض الأنواع التي تعد امتداداً للغطاء النباتي في إفريقيا. من هذه الأنواع العشار الباسق (باللاتينية: Calotropis procera) وأربعة أنواع من السنط أحدها السنط الملتوي (باللاتينية: Acacia tortilis). كذلك، توجد أجناس نباتية تتواجد في معظم البيئات الشامية المذكورة أعلاه مثل السوسن الذي ينتشر منه أكثر من ثلاثين نوعًا تتوزع على مختلف مناطق الشام حسب تأقلم كل نوع منها. كذلك ينتشر أكثر من خمسين نوعًا من جنس الثوم (الفصيلة الثومية) وأربعين من القنطريون (الفصيلة النجمية) في مناطق الشام المختلفة من مرعش إلى سيناء وسبعة وثلاثون نوعا من الأربيان من الفصيلة النجمية.
أما بالنسبة للحيوانات، فيعيش في البتراء كل من الجمال والخيول والماعز والحمير لتحملها حرارة الأجواء ولتكيفها مع بيئتها الجافة.

### المناخ
| البيانات المناخية لـمعان، البتراء | البيانات المناخية لـمعان، البتراء | البيانات المناخية لـمعان، البتراء | البيانات المناخية لـمعان، البتراء | البيانات المناخية لـمعان، البتراء | البيانات المناخية لـمعان، البتراء | البيانات المناخية لـمعان، البتراء | البيانات المناخية لـمعان، البتراء | البيانات المناخية لـمعان، البتراء | البيانات المناخية لـمعان، البتراء | البيانات المناخية لـمعان، البتراء | البيانات المناخية لـمعان، البتراء | البيانات المناخية لـمعان، البتراء | البيانات المناخية لـمعان، البتراء |
| الشهر                             | يناير                             | فبراير                            | مارس                              | أبريل                             | مايو                              | يونيو                             | يوليو                             | أغسطس                             | سبتمبر                            | أكتوبر                            | نوفمبر                            | ديسمبر                            | المعدل السنوي                     |
| --------------------------------- | --------------------------------- | --------------------------------- | --------------------------------- | --------------------------------- | --------------------------------- | --------------------------------- | --------------------------------- | --------------------------------- | --------------------------------- | --------------------------------- | --------------------------------- | --------------------------------- | --------------------------------- |
| متوسط درجة الحرارة الكبرى °م (°ف) | 13.4 (56.1)                       | 15.4 (59.7)                       | 19.0 (66.2)                       | 24.2 (75.6)                       | 28.7 (83.7)                       | 32.4 (90.3)                       | 33.9 (93.0)                       | 34.1 (93.4)                       | 32.3 (90.1)                       | 27.2 (81.0)                       | 20.3 (68.5)                       | 15.1 (59.2)                       | 24.7 (76.4)                       |
| المتوسط اليومي °م (°ف)            | 7.5 (45.5)                        | 9.1 (48.4)                        | 12.2 (54.0)                       | 16.9 (62.4)                       | 20.8 (69.4)                       | 24.0 (75.2)                       | 25.5 (77.9)                       | 25.6 (78.1)                       | 23.8 (74.8)                       | 19.5 (67.1)                       | 13.5 (56.3)                       | 9.0 (48.2)                        | 17.3 (63.1)                       |
| متوسط درجة الحرارة الصغرى °م (°ف) | 1.6 (34.9)                        | 2.8 (37.0)                        | 5.3 (41.5)                        | 9.5 (49.1)                        | 13.0 (55.4)                       | 15.6 (60.1)                       | 17.2 (63.0)                       | 17.2 (63.0)                       | 15.4 (59.7)                       | 11.7 (53.1)                       | 6.8 (44.2)                        | 3.0 (37.4)                        | 9.9 (49.9)                        |
| الهطول مم (إنش)                   | 7.1 (0.28)                        | 7.3 (0.29)                        | 6.9 (0.27)                        | 3.6 (0.14)                        | 2.0 (0.08)                        | 0.0 (0.0)                         | 0.0 (0.0)                         | 0.0 (0.0)                         | 0.2 (0.01)                        | 3.8 (0.15)                        | 4.3 (0.17)                        | 7.5 (0.30)                        | 42.7 (1.69)                       |
| متوسط أيام هطول الأمطار           | 1.9                               | 1.4                               | 1.7                               | 0.8                               | 0.3                               | 0.0                               | 0.0                               | 0.0                               | 0.1                               | 0.6                               | 0.7                               | 1.8                               | 9.3                               |
| ساعات سطوع الشمس الشهرية          | 229.4                             | 228.8                             | 263.5                             | 270.0                             | 322.4                             | 369.0                             | 384.4                             | 365.8                             | 318.0                             | 291.4                             | 246.0                             | 223.2                             | 3٬511٫9                           |
| المصدر:                           |                                   |                                   |                                   |                                   |                                   |                                   |                                   |                                   |                                   |                                   |                                   |                                   |                                   |

## التاريخ
يعود الفضل في بناء البتراء إلى الأنباط، إلا أنه قبل الأنباط كان يعيش في هذه المنطقة شعب يدعى الآدوميين الذين كانوا في حالة عداء دائم مع الدول المجاورة لهم. وقد استوطن الأدميون التلال المحيطة بالبتراء من 1200 – 539 ق. م ولم يدخلوا البتراء بل فضّلوا الأقامة على التلال المحيطة بها، ولم يكن لديهم المام أو اهتمام بالنحت أو البناء في الصخر، بل كانت براعتهم محصورة في صناعة الفخاريات التي يبدو أنهم نقلوها إلى العرب الأنباط الذين استقروا في هذه المنطقة بعد هجرتهم من الجزيرة العربية في نهاية القرن السادس قبل الميلاد. لقد احتل الآدوميون جزءاً هاماً من المنطقة التي كانت عند تقاطع عدة طرق تجارية مهمة واستفادوا كثيرًا من القوافل التجارية التي كانت تمر عبر طرقهم. ويُعتقد بأن الآدوميين قد هزمهم اليهود بقيادة الملك سليمان الذين بسطوا سيطرتهم على هذه المنطقة لمدة مائتي عام. بعد ذلك قام البابليون بغزو فلسطين، وأخذوا اليهود وأخذوهم أسرى. وبدأ الآدوميون الذين طُردوا من هذه المنطقة بالتحرك لإعادة احتلال الأراضي التي كانت فيما مضى خاضعة لسيطرتهم. ومع ذلك فقد اجتاح الأنباط هذه المنطقة مرة أخرى وهم قبيلة بدوية ينحدرون من أصول عربية. تعايش الأنباط مع الأدوميين في حياة أكثر استقرارًا.

### العرب الأنباط

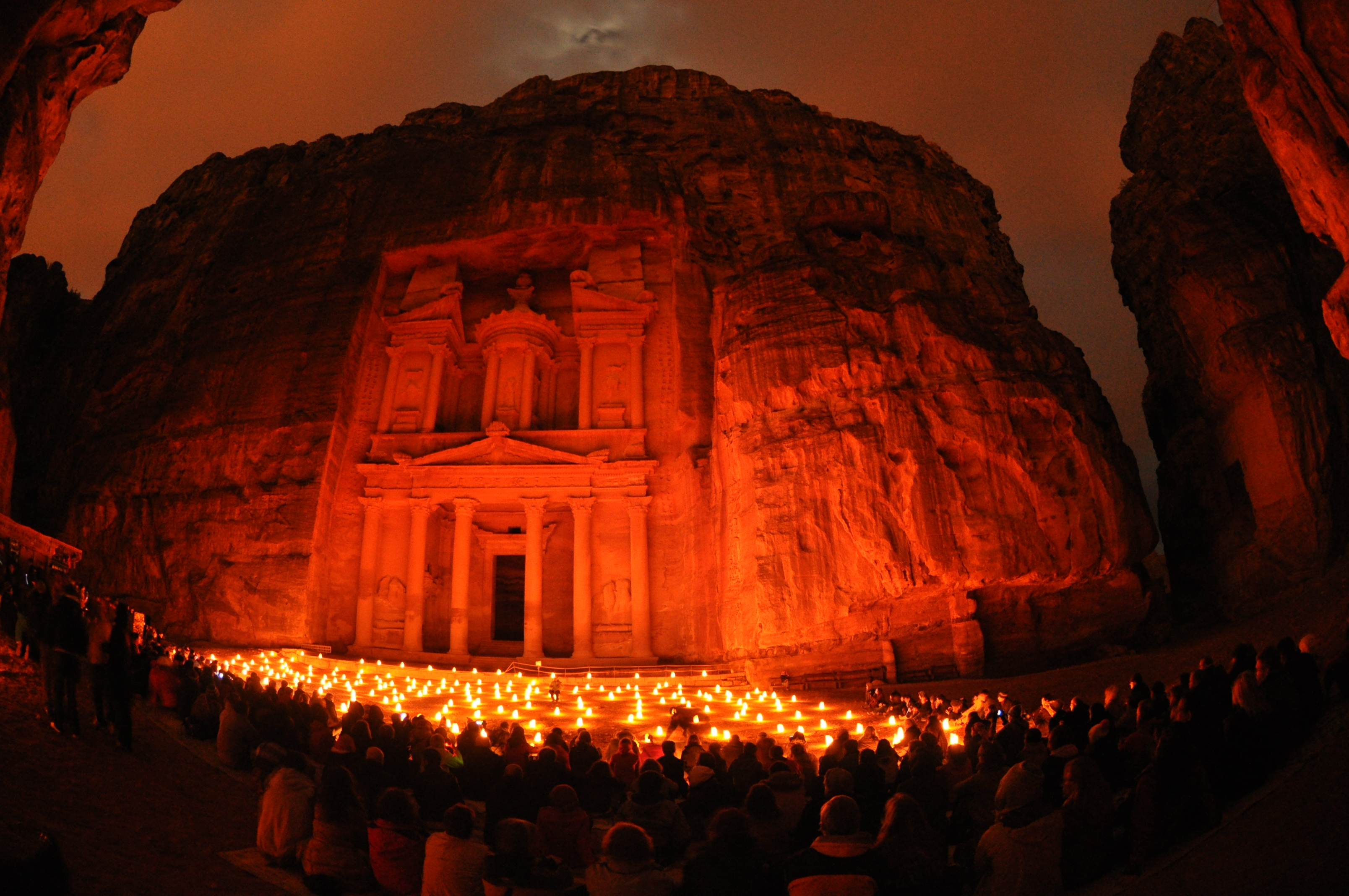
بانوراما ليلية في البتراء وهي مضاءة بالشموع.

كانت البتراء عاصمة لدولة الأنباط وأهم مدن مملكتهم العربية التي دامت ما بين 400 ق.م وحتى 106 م، وقد امتدت حدودها من ساحل عسقلان في فلسطين غربًا وحتى صحراء بلاد الشام شرقًا، ومن الشمال دمشق وحتى البحر الأحمر جنوبًا. في عام 300 قبل الميلاد، كان الأنباط قد حققوا السيطرة التامة على المنطقة، وبنوا لأنفسهم مستعمرة حضرية، حيث قاموا بنحت أحيائهم السكنية ومبانيهم وقبورهم في الصخور بجانب الجبال. وفي أوج ازدهارهم في القرن الأول قبل الميلاد كان يعيش في مدينة البتراء مايقارب 30,000 نسمة، كان يحكمهم ملك منذ العام 168 قبل الميلاد وأنشأوا دولة تمثل ديمقراطية، حيث كان الملك عرضة للمحاسبة عن كل أفعاله.
شكل موقع البتراء المتوسط بين حضارات بلاد ما بين النهرين وبلاد الشام والجزيرة العربية ومصر أهمية أقتصادية، فقد أمسكت دولة الأنباط بزمام التجارة بين حضارات هذه المناطق وسكانها وكانت القوافل التجارية تصل إليها محملة بالتوابل والبهارات من جنوب الجزيرة العربية والحرير من غزة ودمشق والحناء من عسقلان والزجاجيات من صور وصيدا واللؤلؤ من الخليج العربي.

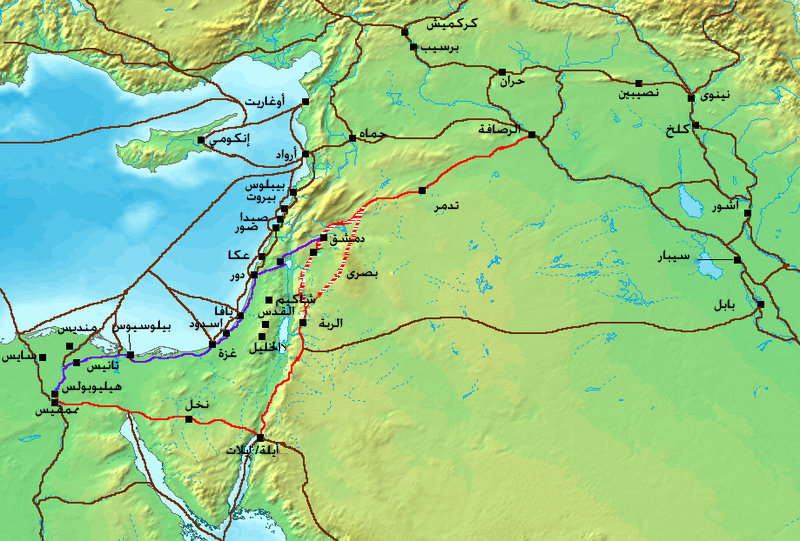
كانت البتراء تقع على طريق الملوك، حيث تحكمت بمرور القوافل التجارية بين حضارات الشرق القديم.

كان الأنباط في البتراء يتكلمون لغة تشبه الآرامية. وقد أصبحت البتراء عاصمة ثقافية موازية ومساوية للمدن الفينيقية واليونانية، حيث يُعتقد أن الخط العربي الأبجدي قد نشأ وتطور في هذه المنطقة، على يد الأنباط العرب. كما كُتب به الحرف العبري في مرحلة ما. وقد انتشر الحرف النبطي بعد أن تبناه الإسلام، وكُتبت به لغات أمم أخرى في بلاد عدة لا يقل مجموعها عن خمسة عشر. لقد أنتج الأنباط أواني فخارية جميلة، ومباني عظيمة تأثر معظمها فيما بعد بالأسلوب الروماني. في بداية القرن الأول الميلادي، أصبحت مدينة البتراء مركز التجارة مجدداً بسبب الحروب الدائمة بين مصر وسورية. وخلال وقت قصير، أصبح الأنباط أثرياء وأقوياء بما في الكفاية ليبسطوا سيطرتهم على المنطقة. ولكونهم زادوا ثراءً تحسن أسلوب حياتهم، وهو ما انعكس بدوره على الديكورات الفخمة الموجودة على قبور الأنباط الجدد.
استطاع العرب الأنباط في البدايات، مقاومة محاولات السيطرة عليهم وإخضاعهم، وأبقوا منطقة دائرة الأردن التاريخية خالية نسبيا من النفوذ الأجنبي. ومن بين أهم مواجهاتهم العسكرية، وقوفهم في وجه النفوذ السلوقي (اليوناني) في عام 312 ق.م. إذ استطاعوا رد الجيش اليوناني مهزومًا بعد أن قتلوا معظم أفراده في الحملة الأولى، وردوا الحملة اليونانية الثانية بعد أن حاصر الإغريق مدينتهم لمدة طويلة. كذلك انتصر الأنباط في أول معركة بحرية يخوضها جيش عربي، وذلك في مياه البحر الميت، وهي المعركة التي أنهت أحلام اليونان وأطماعهم بالاستيلاء على شرق الأردن. كما واجه العرب الأنباط اليهود في مواجهات واسعة سجلوا في معظمها الانتصار رغم الحماية الرومانية التي كانوا يتمتعون فيها.

### الرومان والبيزنطيون

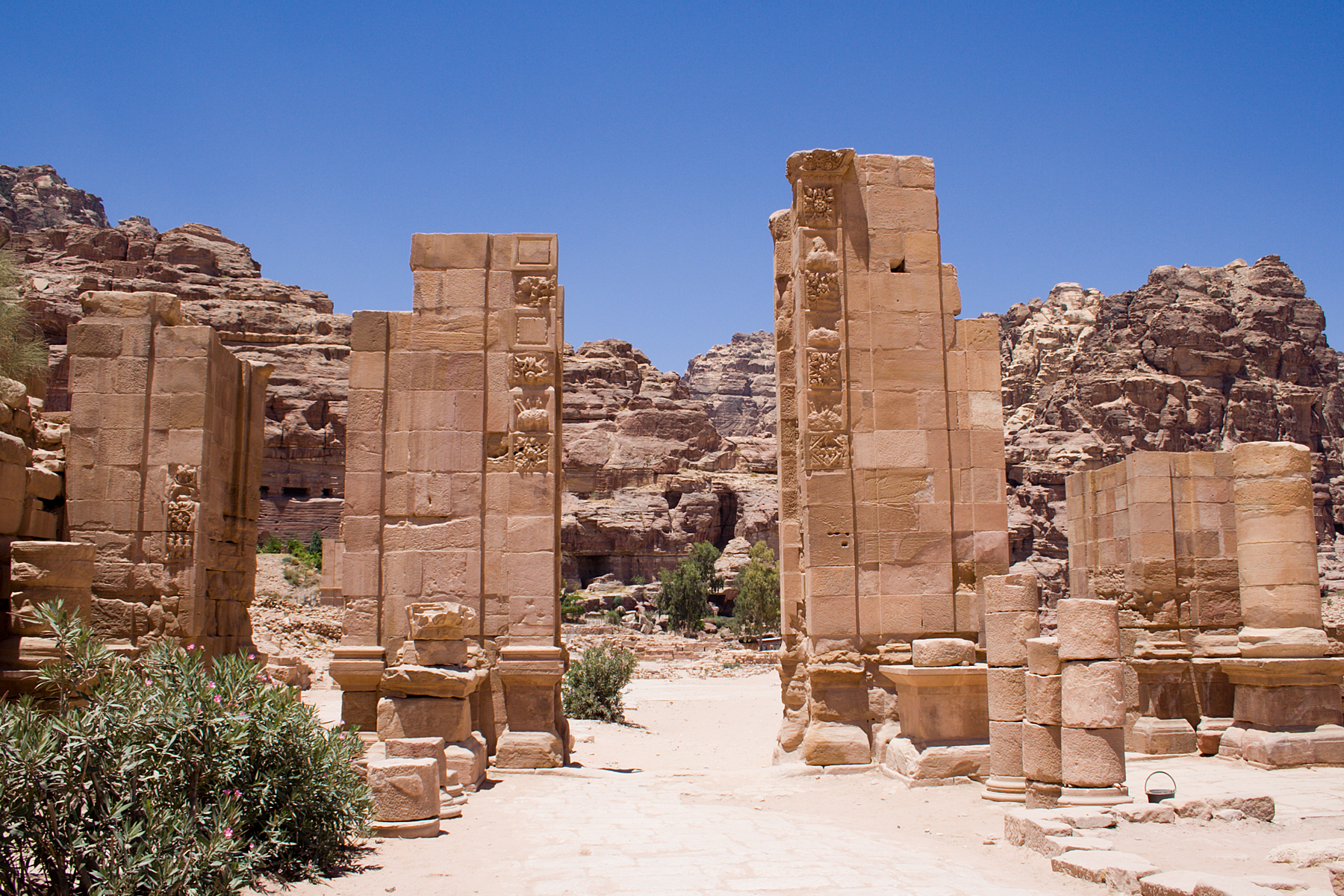
البوابة الرومانية القديمة في البتراء.

ضم الرومان مملكة الأنباط لإمبراطوريتهم عام 106م وبدأت البتراء تفقد أهميتها السياسية تدريجيا بعد ذلك.

غزا الجنرال الروماني بومباي المملكة النبطية في نحو عام 60 قبل الميلاد، إلا أنه سمح بقدر من الحكم الذاتي فيها. ولقد كانت نهاية دولة الأنباط على يد الرومان عندما حاصروها ومنعوا عنها مصادر المياه سنة 106، حتى ضموها لإمبراطوريتهم، وأطلقوا عليها اسم مقاطعة "Arabia Petraea"، وعاصمتها البتراء.
وكان الأنباط قد حققوا أرباحًا كبيرة من التجارة الرومانية والهندية والعربية على أراضيهم. إلا أن استيلاء الرومان على البتراء جعلهم يسيطرون على هذه الطرق. وقد بدأ الرومان ببناء وتشييد أبنيتهم الخاصة في البتراء وأقاموا في المدينة مدرجاً، كما قاموا بتشييد معبد قصر البنت، وهو البناء الوحيد الذي ما زال قائماً في قلب المدينة حيث كان يقع السوق الكبير. وفي هذا المكان كانت القوافل تقايض القوافل الأخرى القادمة من الغرب بالتوابل والعاج والعنبر والقماش. استمرت البتراء مركزًا تجاريًا مهمًا لمدة قرنين آخرين من الزمن. وبعد ذلك تضاءلت أهميتها مع استمرار بعض المدن في الشمال مثل تدمر بجذب التجارة إليها. وبالتدريج غادر التجار وغادرت معهم جيوش الرومان التي كانت مهمتها حماية الطرق التجارية. وبعد تحول الإمبراطورية الرومانية إلى الديانة المسيحية، حظيت البتراء بمطرانية، وتحولت بعض أبنيتها إلى كنائس. لكن المدينة التي حكمها البيزنطيون، فقدت مجدها السابق ولم يتبق منها إلا الأطلال. ويبدو أن المسيحية قد دخلت البتراء قبل وخلال الفترة المبكرة من العصر البيزنطي، رغم انتشار الوثنية جنبًا إلى جنب معها، حيث كانت الكنائس والمعابد الوثنية موجودة حتى القرن الخامس.

### العصور الوسطى

رسم ديفيد روبرتس للبتراء، 1839. حيث كانت منسية طيلة الفترة العثمانية.

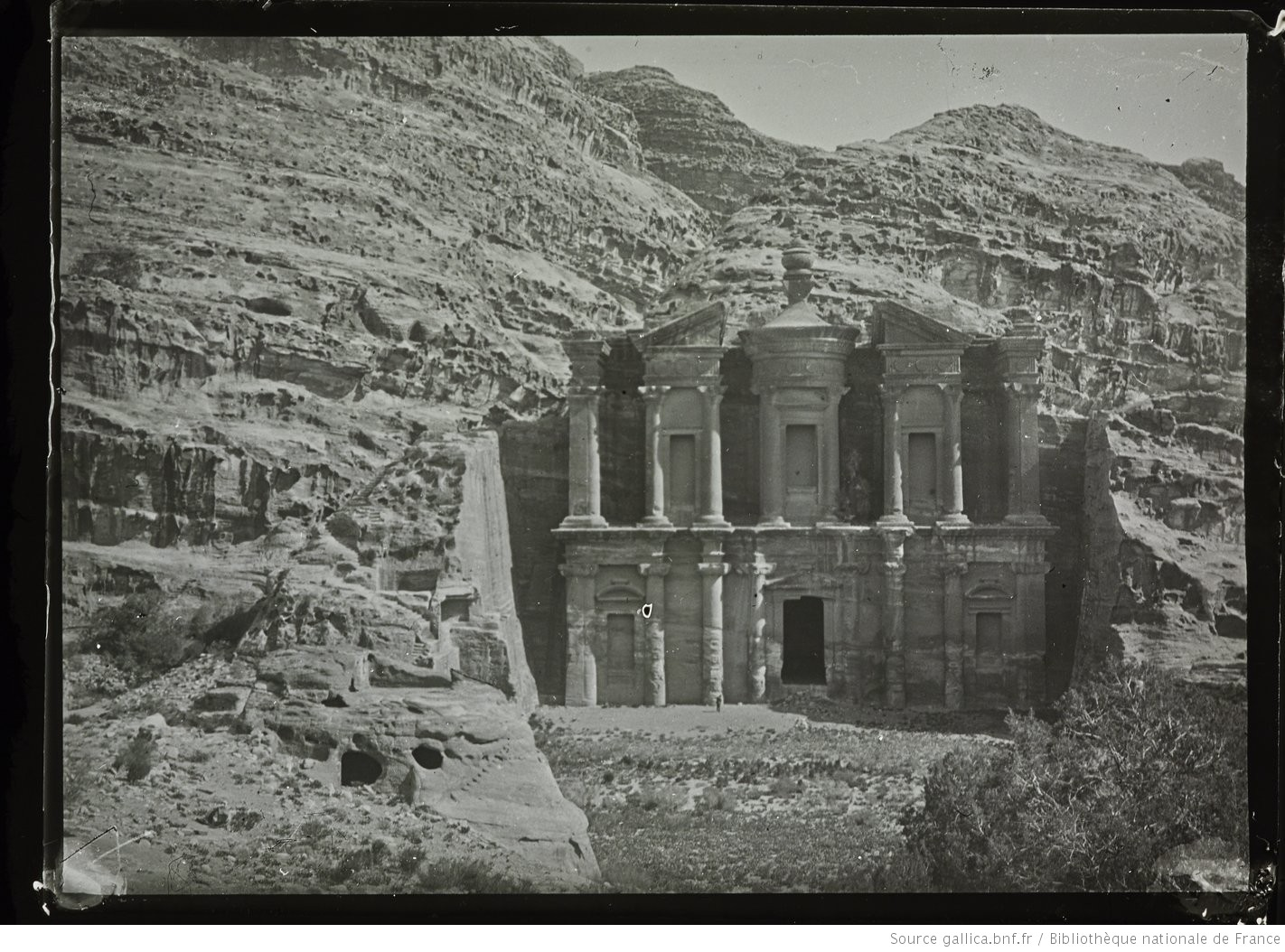
صورة لمدينة البتراء في القرن التاسع عشر

أصبح من تبقى من سكان البتراء يعتاشون على الزراعة قبل وصول الإسلام للشام، وتحديدًا في سنة 636، لكن الزلزال الذي ضربها سنة 746 و 748 وزلازل أخرى قامت بإفراغها من أهلها. وقد ورد ذكر منطقة البتراء وجوارها في المصادر التاريخية المعاصرة للحروب الصليبية. وتشير هذه المصادر إلى أن وادي موسى كانت منطقة خصبة، وبها مياه وفيرة، كما تشير الوثائق التي تعود لهذه الفترة إلى وجود كنيسة في منطقة جبل هارون. وقد قام الصليبيون بحملة عسكرية على البتراء ووادي موسى تألفت من الفرسان والمشاة في نهاية عام 1100 وبقيادة ملك الفرنجة بالدوين الأول. وقد شيّدوا فيها قلعتين بعد ذلك. كما بنى المماليك مقاما للنبي هارون في البتراء على جبل يرتفع 1353 متر عن سطح البحر، في سياق اهتمامهم بالمقامات والقبور. ولكن المدينة دخلت في سبات طويل في الفترة العثمانية، وحتى إعادة اكتشافها في عام 1812.

### التاريخ الحديث
مع بدء رحلات المستشرقين للوطن العربي في القرن التاسع عشر، اكتشف البتراء عام 1812م المستشرق السويسري يوهان لودفيغ بركهارت، الذي تعلم اللغة العربية ودرس الإسلام في سوريا وجاء إلى البتراء مدعيًا بأنه مسلم من الهند بعد أن تنكّر بزي إسلامي، وهدفه تقديم أضحية إلى النبي هارون؛ وبذلك سمح له السكان المحليون بالدخول إلى المدينة الوردية. وقد احتوى كتابه المطبوع عام 1828 والمعروف باسم «رحلات في سوريا والديار المقدسة» على صور للبتراء.
تطورت أهمية البتراء إداريًا مع نشوء إمارة شرق الأردن في عام 1921، حيث تأسست مديرية ناحية في وادي موسى. وفي عام 1973 رفعت الوحدة الإدارية من ناحية إلى قضاء. في عام 1996 رُفعت إلى لواء. في عام 2001 تغير اسم لواء وادي موسى إلى لواء البتراء. وتعتبر مدينة وادي موسى مركز اللواء.
نفًّذت مديرية المصادر التراثية الأردنية 22 حفرية أثرية مع عدد من البعثات الغربية اُنجزت في منطقتيّ البترا والبيضا. وقد وُضعت مدينة البتراء منذ عام 1985 ضمن قائمة اليونسكو لمواقع التراث العالمي، نظرًا لتفرد المدينة من الناحية الطبيعية والتاريخية والجغرافية، ولاحتوائها على مزيج فريد من تراث الحضارات القديمة التي تنتمي إلى حضارات متنوعة يذكر منها آثار الآدوميين، واليونانيين، والأنباط، والرومان، والبيزنطيين، والصليبين، والمماليك. ومنذ ذلك التاريخ عقدت عدة ورش عمل، عنيت بترميم وحماية آثار البتراء. وتأسست في عام 1992 اللجنة الوطنية لحماية البتراء في المجلس الأعلى للعلوم والتكنولوجيا، وقامت جمعيات غير حكومية أعلنت برامج في هذا المجال. وقد وصل عدد زوار البتراء الإجمالي في عام 2010 إلى 900,000 زائر، مقتربًا من الطاقة الاستيعابية القصوى لمحمية البتراء الأثرية والبالغة 1.13 مليون
زائر حسب تقديرات منظمة اليونسكو.
وقد اختيرت البتراء في 7 تموز/ يوليو 2007 ثانية عجائب الدنيا السبع الجديدة، بعد الدعم الرسمي للتصويت، حيث اُعتبر الأمر واجبًا وطنيًا. وقامت الحكومة الأردنية بحملات دعائية ضخمة من أجل البتراء في الصحف الأردنية والإذاعة الأردنية والتلفزيون الأردني لتحفّز مواطني المملكة على التصويت. وبدأت الشركات بإطلاق الحملات لدعم التصويت.
كما تأسس في البتراء عام 2009، سلطة ذات استقلال مالي وإداري، هي سلطة إقليم البترا التنموي السياحي. والتي تهدف إلى تنمية الإقليم وتطويره سياحيًا واقتصاديًا واجتماعيًا وثقافيًا، والمساهمة في تنمية المجتمع المحلي.

## العمارة

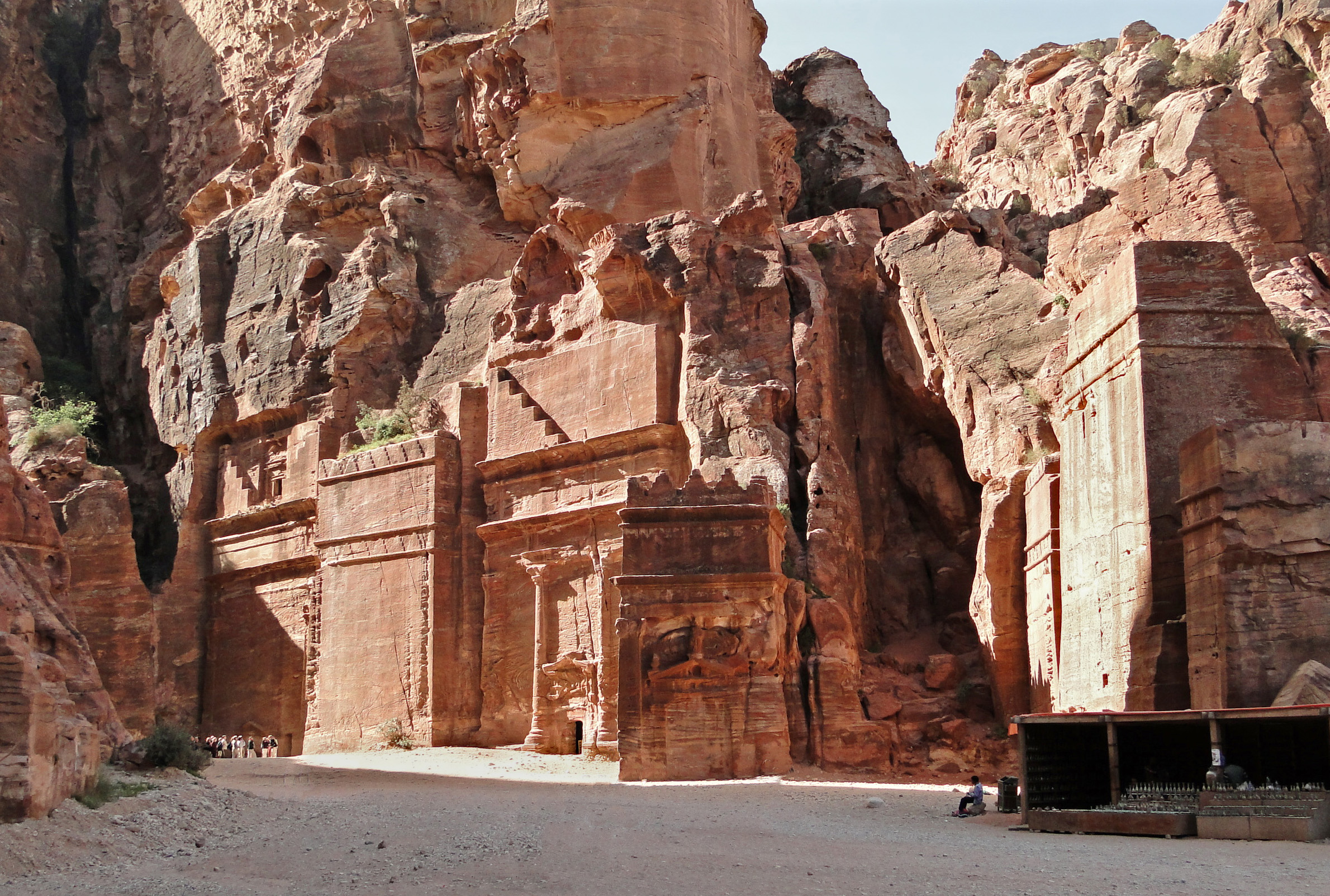
التأثير الآشوري واضح في مباني شارع الواجهات.

تأثرت العمارة النبطية عمومًا، وعمارة البتراء خصوصًا، بفن العمارة المصرية والآشورية والإغريقية. ويظهر هذا جلّيًا في كثير من مباني العمارة الجنائزية المتمثلة بالمقابر الملكية المنحوتة، والمقابر المبنية بالحجر المقطوع. لقد اهتم الأنباط اهتمامًا كبيرًا بمقابرهم، مما إنعكس في عمارتها التي حُشد فيها الكثير من الفنون المعمارية والفنية ومما يوحي باهتمام الأنباط «بالحياة الآخرة» بالنسبة للأموات. وبالنسبة للمقابر الملكية المنحوتة، فتُعتبر من أكثر ما أشتهر به الأنباط. وقد أُجريت عليها العديد من الدراسات المتخصصة أظهرت أن المهندس النبطي جمع بين التأثيرات الخارجية من الحضارات المجاورة مع الذوق النبطي. ويمكن مشاهدة الكثير من هذه القبور في أماكن مختلفة من البتراء وما حولها وخصوصًا في الطريق قبل الوصول إلى السيق. من قبور البتراء الشهيرة: قبر «المسلات» وقبر «الجرة» و «القبر ذو النوافذ».
تتسم عمارة الأنباط باستخدم العديد من المواد حسب توفرها في البيئة، فبالإضافة إلى نحت الصخور الرملية والكلسية وجعلها مساكن ومنشآت وقبور وتماثيل وغيرها، فقد استخدمت كل أنواع الحجارة في البناء النبطي حيثما فرضت البيئة ذلك، ففي الصحراء مثلا، جرى استخدام الحجارة البازلتية السوداء لمختلف أغراض البناء. وفي معظم الأبنية الكبيرة كالمعابد استخدمت فنون معمارية كثيرة منها الأقواس الكبيرة والصغيرة التي تعتمد على تراص الحجارة لا على المونة أو الدعم الأرضي بالأعمدة، وفي بعض الحالات جرى سقف بعض الأبنية أو الحجرات بصفوف متلاصقة من هذه الحجارة قبل أن تجري تغطيتها بالملاط الطيني من فوقها لدرء أمطار الشتاء ولعزل حرارة الصيف أيضًا. وبالنسبة للمواد الأخرى المساعدة، فقد استخدمت الأخشاب في التسقيف وصناعة الأبواب والشبابيك، ويبدو ذلك في منطقة وادي موسى والبتراء بسبب توفر الأشجار في المنطقة. وعرف الأنباط استخداما آخر للأخشاب في البناء من شأنه تعزيز صمود الجدران أمام الهزات الأرضية، حيث عثر على بقايا تلك الأخشاب في بعض الأبنية منها بناء «قصر البنت» في البتراء.
من جهة أخرى، يُعتبر النظام الهندسي للماء الإنجاز الأهم للحضارة النبطية بالمدينة، والذي جعل الحياة ممكنة في هذه المنطقة الجافة من الصحراء الأردنية. وقد تضمن ذلك النظام أنظمة لحفظ المياه واشتمل على السدود التي كانت تجمع مياه الأمطار في أشهر الشتاء. كما استخدم الأنباط نظاماً محكماً من القنوات والأنابيب الفخارية لتوزيع المياه في كافة أنحاء المدينة.
التخطيط الحضري

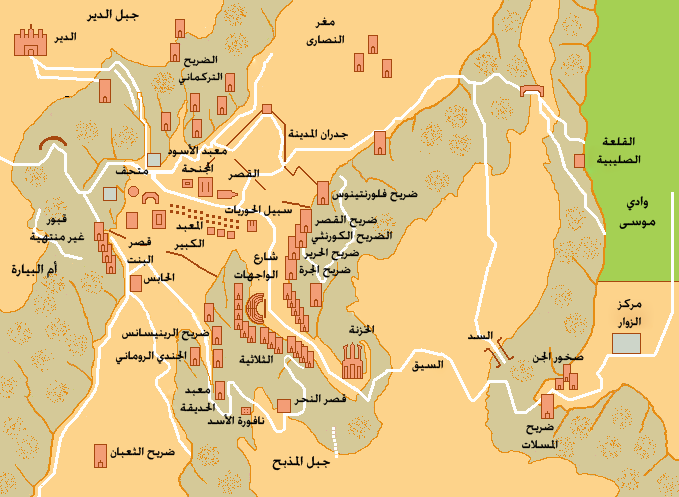
تخطيط البتراء النبطية، وأهم معالمها.

لقد بُنيت مباني البتراء وفق مخطط المدينة العام، حيث الشارع الرئيس الذي تأثر بمخطط المدينة الرومانية، إذ أن الشارع يكاد يقسم المدينة إلى نصفين، وهو يحاذي الوادي مما اضطر المهندس النبطي لبناء بعض القنوات تحت أرض الشارع. وكذلك العبارات والأقواس الحجرية التي ترتفع عن سيل الوادي في فصل الشتاء. وما يزال بالإمكان ملاحظة بعض آثار هذه المرافق في الشارع الرئيسي بعد الانتهاء من ساحة الخزنة.
يُعد الشارع المُعمد من أهم شوارع مدينة البتراء، حيث قام الأنباط بتشييده، ثم أعاد الرومان بنائه في عام 106 بعد احتلالهم للبتراء. يبلغ عرضه 6 أمتار، وقد كانت تقوم على جانبيه مباني من طابق واحد إلى طابقين، كما يوجد على يسار الشارع المعمد باتجاه الجنوب مجموعة من السلالم تقود لساحة مكشوفة تسمى بـ «السوق»، حيث كانت تجري كافة أنواع النشاطات والمعاملات التجارية. وعلى ما يبدو أن هذه المنطقة كانت القلب النابض للمدينة ومركز النشاطات التجارية المختلفة منذ القرن الثالث ق.م. وقد استمر استعمال الشارع خلال الفترة البيزنطية في القرنين الرابع والخامس وحتى السادس.
يوجد في المدينة أيضًا أحد الطرق المشهورة، وهو شارع الواجهات. ويقع بالقرب من منطقة الخزنة، حيث يبدأ السيق بالاتساع تدريجيًا حيث يصل الزوار إلى منطقة مفتوحة وعلى الجانبين يوجد عددًا من واجهات المدافن النبطية المزينة بالمسننات والكورنيشات والأدراج المقلوبة. ولقد دُمر بعض هذه الواجهات بفعل العوامل الطبيعية، وربما تعود هذه الواجهات إلى موظفين كبار في الدولة أو بعض الأمراء.

## المواقع الأثرية داخل البتراء
اكتشف نحو 3,000 معلم أثري في البتراء، تشكل منها المعالم المعروفة نحو 800 معلمًا، أهمها:

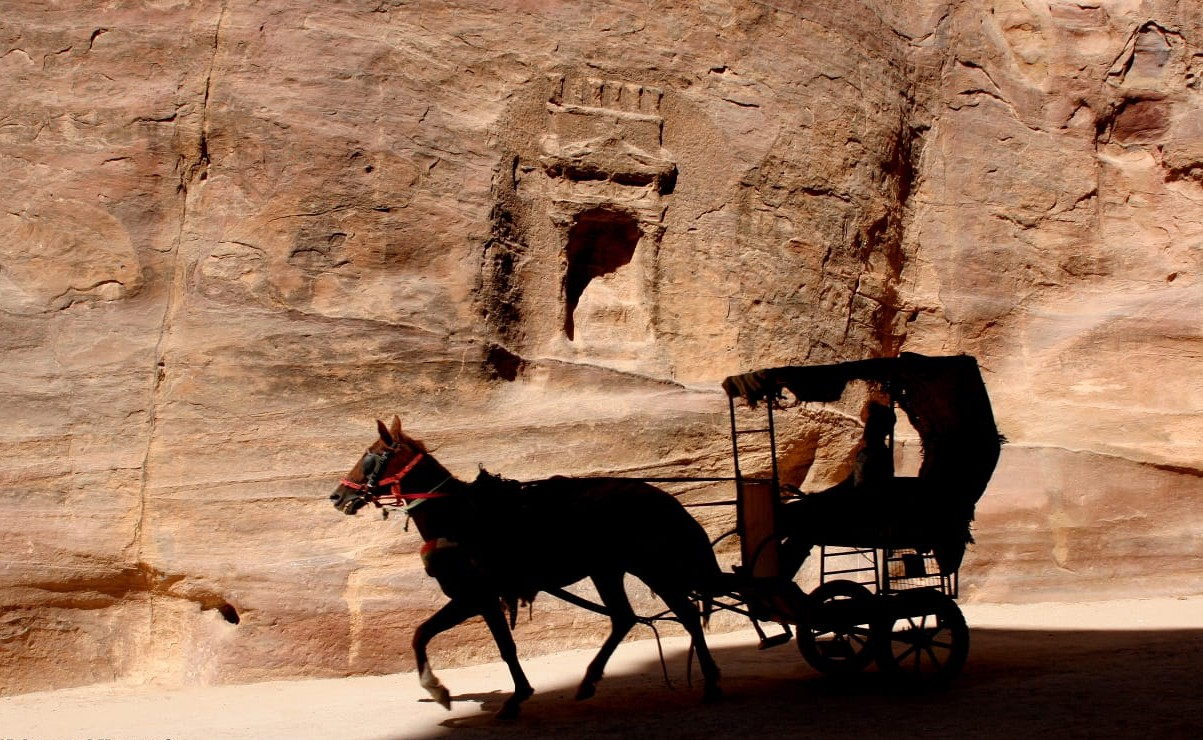
عربة يجرها حصان في مسار السيق المؤدي لموقع الخزنة في مدينة البتراء

### السيق

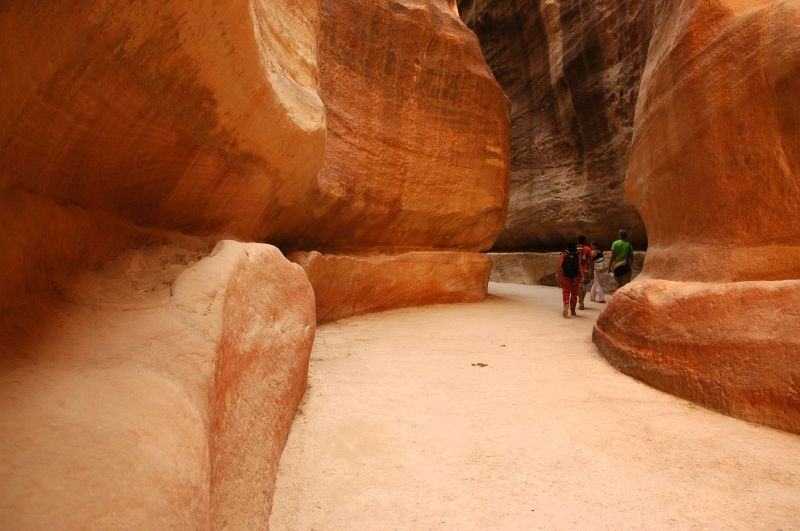
السيق، حيث تظهر قنوات جر المياه النبطية.

هو الطريق الرئيس المؤدي لمدينة البتراء. وهو شق صخري يتلوّى بطول نحو 1200 متر وبعرض يتراوح من 3 - 12 متر، ويصل ارتفاعه إلى نحو 80 متر. يُعتبر الجزء الأكبر منه طبيعي، بالإضافة إلى جزء آخر نحته الأنباط. ينتهي السيق في الجهة المقابلة للخزنة.
يُمكن مشاهدة بقايا لقوس يمثل بوابة المدينة في بداية السيق، الذي يوجد على جانبيه قنوات لجر المياه ممتدة من عيون وادي موسى في الخارج إلى المدينة في الداخل. كما يمكن مشاهدة السدود الجانبية، التي أقيمت في مكان السدود النبطية الأصلية، لمنع تدفق المياه إلى السيق، وحجزها والاستفادة منها. لقد كانت أرضية السيق مبلطة ببلاطات حجرية جزء منها يمكن مشاهدته في مكانه الأصلي. وقد زُينت جوانب السيق بالمنحوتات النبطية ومعظمها منحوتات تمثل آلهة. وتوجد تماثيل الآلهة ومحاريبها قريبة جداً من هذه القنوات بل وملاصقة لها أحيانا، لاعتقاد الأنباط وإيمانهم الشديد بأن المياه مقدسة.
يمكن أيضا مشاهدة مجموعة من المنحوتات على الجانب الأيسر من السيق تُعرف باسم «أصنام سابينوس»، وقد سُمّيت هذه المجموعة بهذا الاسم لوجود نقش باليونانية تحت الحنية الثانية على يسار الزائر وهو متجه لآخر السيق. يشير النقش إلى أن سابينوس ابن الإسكندر المقدوني، والذي جاء من درعا، أمر بنحت هذه الحنيات أو المحاريب تمجيداً للآلهة النبطية. ومن المنحوتات المهمة أيضا بقايا منحوتات لجمال ورجل تمثل قافلة تجارية، حيث اشتهر الأنباط بالتجارة، وكانت أحد أسباب ثرائهم الواسع.

### الخزنة

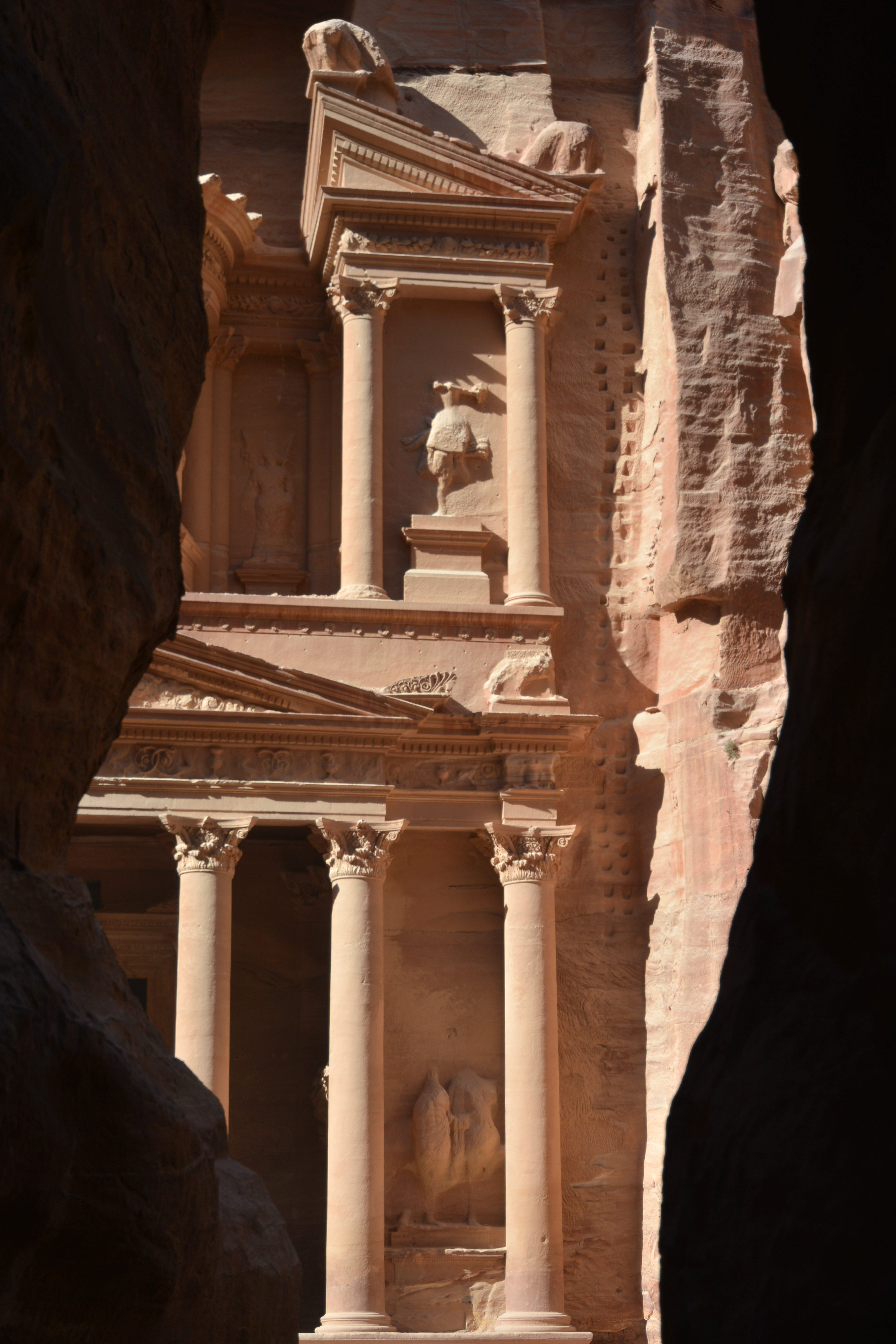
الخزنة كما تـُرى من السيق.

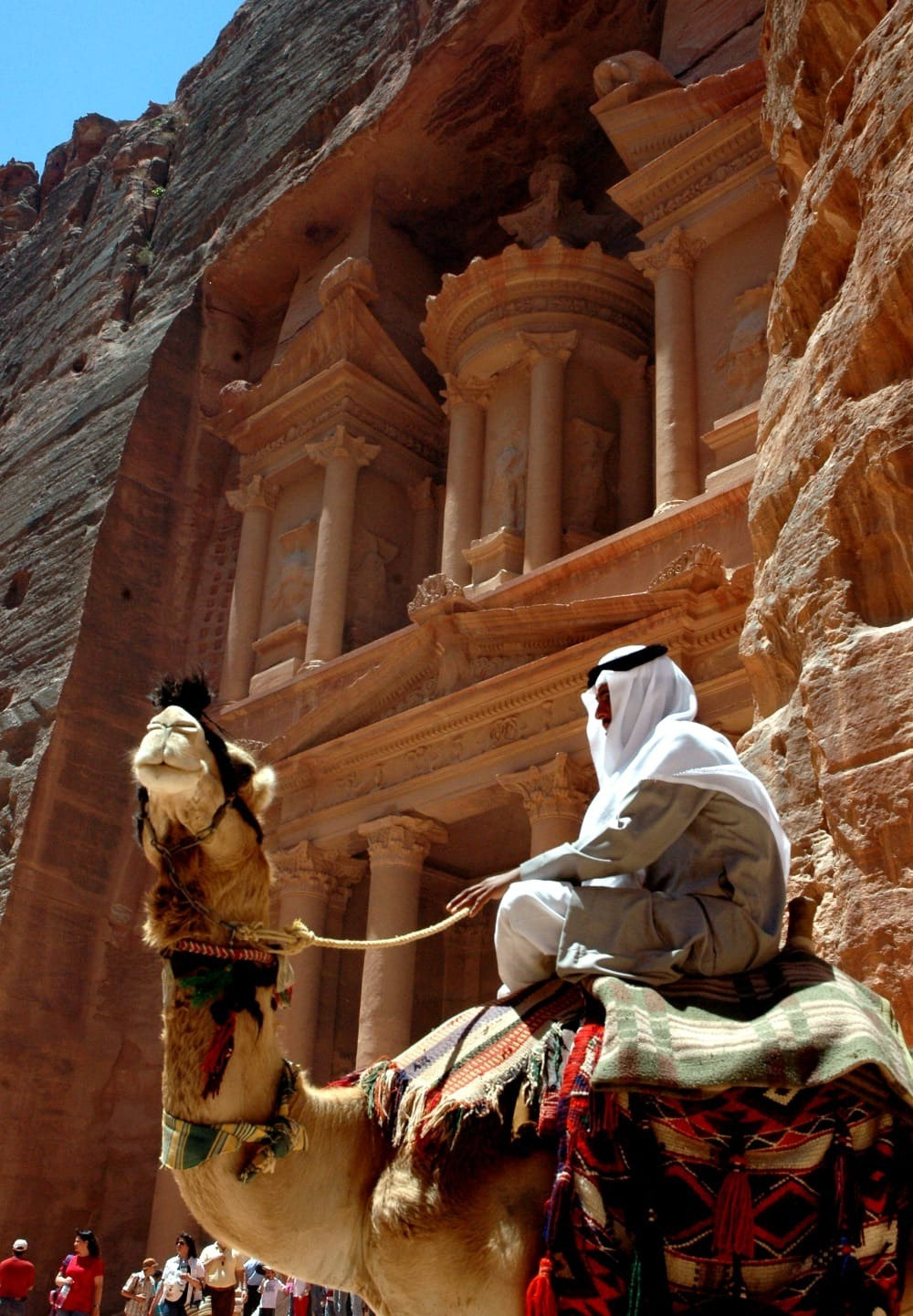

يُعتبر مبنى الخزنة المنحوتة في الصخر، أشهر معالم البتراء وأكثرها أهمية، حيث اختار الأنباط موقعها بعناية ليكون أول معلم يواجه الزائر بعد دخول المدينة. وقد سُمّيت بهذا الاسم لاعتقاد البدو المحليين سابقًا بأن الجرة الموجودة في أعلى الواجهة تحوي كنزًا، ولكنها في الواقع ضريح ملكي. تتكون واجهة الخزنة من طابقين بعرض 25 مترا وارتفاع 39 مترا. وقد أفرغت مئات الآف الأمتار المكعبة من الحجر الرملي من الخزنة عندما أُعيد اكتشافها في القرن التاسع عشر، لتظهر الواجهة بوضعها النهائي الحالي. ويتكون الطابق السفلي من ستة أعمدة على طول الواجهة الأمامية تقف فوق مصطبة في وسطها سلم، وتتوج الأعمدة من الأعلى بثلاثة أرباع عمود، يبلغ طول العمود في الطابق السفلي نحو 12 مترا، وفي الطابق العلوي يبلغ ارتفاعه 9 أمتار، كما يبلغ ارتفاع الجرة في الأعلى نحو 3,5 مترا.
ويظهر التناظر الكبير في الواجهة، بالإضافة إلى المزيج بين الفنون المعمارية المصرية والهلنستية مع الطابع المعماري النبطي. وحول هدف إنشاء هذا المبنى عدة آراء، فيرى بعض علماء الآثار أنه بُني معبدًا أو مكان لحفظ الوثائق، ولكن الحفريات الأثرية الحديثة في البتراء أثبتت وجود مدافن أسفل ساحة مبنى الخزنة، والتي يمكن مشاهدتها الآن من الأعلى من خلال الشبك الحديدي الموجود فوقها. كما أن هذه المدافن قُطعت لبناء الخزنة مع المحافظة عليها. وبذلك تكون الخزنة مدفنا. ويثبت مع القرن الأول الميلادي زمن الملك الحارث الرابع ملك الأنباط. وعلى الأغلب تشكل مدفناً لهذا الملك.
ويتكون مبنى الخزنة من الداخل من ثلاث حجرات، اثنتان على الجانب وواحدة في الوسط. والحجرتان الجانبيتان خاليتان عدا عن قبر حفر في الحجرة الغربية، أما الحجرة الوسطى فيصعد إليها بدرج ويبلغ طولها 12,5 متر، وعلى جوانبها الثلاث توجد حجرات صغيرة للدفن. ويوجد على جانبي مبنى الخزنة من الخارج ثقوب صغيرة على الجانبين مزدوجة في النصف الأعلى من مبنى الخزنة ربما تكون استخدمت لتثبيت السقالات أثناء عملية النحت. ويوجد في أعلى مبنى الخزنة قناة بعرض 90 سم لتصريف المياه ومنعها للنزول على هذه الواجهة. وقد قامت الحفريات الحديثة بتنظيف هذه القناة.

### الدير

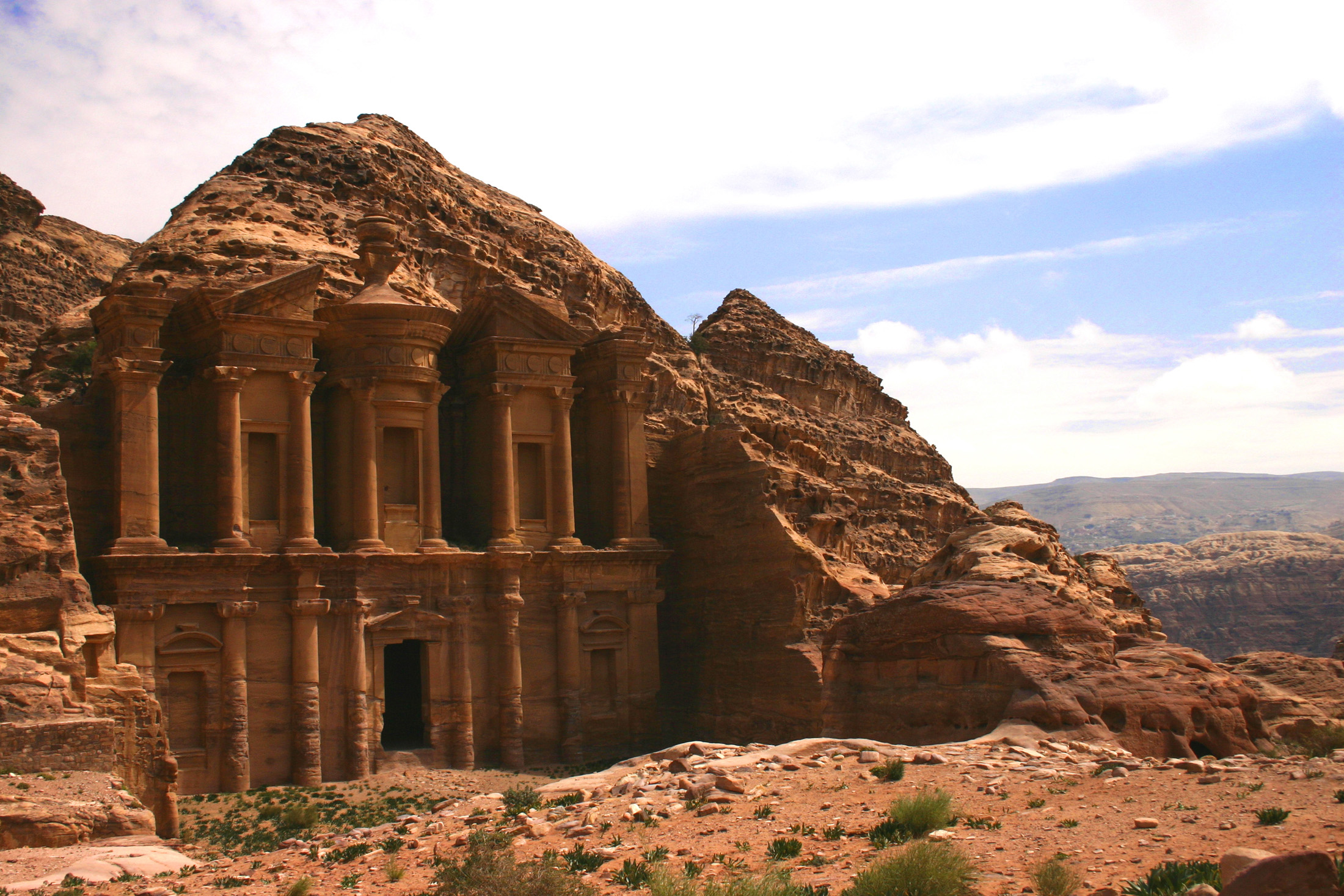
الدير في البتراء.

وهو من المباني المهمة في منطقة البتراء، ويعود تاريخه إلى النصف الأول من القرن الأول قبل الميلاد، ويتكون المبنى من طابقين، ويُعتقد أنه احتوى على تماثيل متحركة التيجان. وهو أكبر حجماً من مبنى الخزنة، حيث يصل عرضه إلى 50 مترا، أما ارتفاعه فيصل إلى 50 مترا.
ويُعتقد أن واجهة مبنى الدير قد حُوِّلت إلى دير للرهبان أثناء فترة حكم الدولة البيزنطية في بلاد الشام، وذلك لوجود أثار للصلبان المحفورة في الصخر في الغرفة الوحيدة الموجودة في الطابق السفلي من الواجهة. كما يُعتقد بأنه الساحة الواقعة أمام الواجهة قد بُلّطت.

### مسرح البتراء

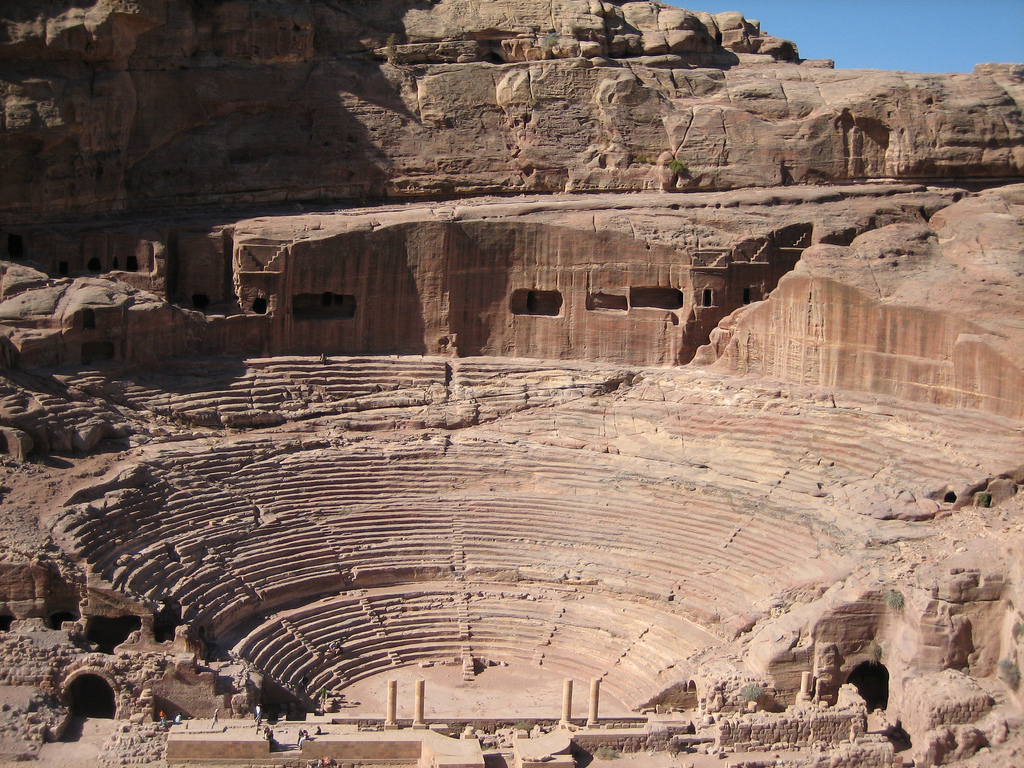
المدرج النبطي في البتراء.

من أكبر المباني في البتراء، ولقد بُني في القرن الأول للميلاد على شكل نصف دائرة بقطر 95 مترا، وبارتفاع 23 مترا. وهو منحوت في الصخر بإستثناء الجزء الأمامي منه فهو مبني، ويستوعب المسرح من 7 - 10 آلاف مشاهد، كما تتكون مقاعد المشاهدين من 45 صفًا من المقاعد المقسمة أفقيًا إلى ثلاثة أقسام، الأسفل 11 صفا والأوسط 34 صفا والعلوي 10 صفوف، وهي مقسمة أيضًا من خلال الأدراج الخمسة إلى ستة أجزاء، ويوجد فوق المدرجات قطع صخري مقطوع من بعض المدافن السابقة لبناء المسرح.
قطعت ساحة الأوركسترا بالصخر، كما أن الممران الجانبيان للساحة مقطوعان أيضًا في الصخر ومسقفان بالحجارة على شكل عقد. أما الجدار الخلفي للمسرح فيتكون بالأصل من 3 طوابق ومزيّن بالكوات والأعمدة وواجهته مغطاة بالألواح الرخامية.

### قصر البنت
يُطلق عليه أيضًا «قصر بنت فرعون»، وهو معبد نبطي من القرن الأول قبل الميلاد. وتكمن أهمية هذا القصر بأنه أحد مباني البتراء القليلة التي صمدت رغم الزلازل، وذلك بسبب طريقة بنائهِ باستخدام مداميك وضع فيها خشب العرعر، مما جعل جدرانه أكثر طواعية للحركة أثناء الزلازل. إن الحنية التي تقع على يمين الساحة الأمامية لقصر البنت كانت قد صممت أصلا لتخليد الإمبراطور الروماني وعائلته عندما احتل الرومان مدينة البتراء، حيث أن هذا التقليد معروف عند الرومان.
وقد كان هذا المعبد مخصصًا لواحدة من الآلهة الرئيسية، ويجادل البعض أن هذه الآلهة هي اللات فيما يعتقد آخرون أنها العزى، ورأى آخرون أنه للإله الأعلى ذو الشرى. وكان من المثير للنقاش علاقة هذا المعبد بالإلهة إيزيس المعبودة المصرية، وكان ذلك من الظواهر المستغربة.

### المحكمة

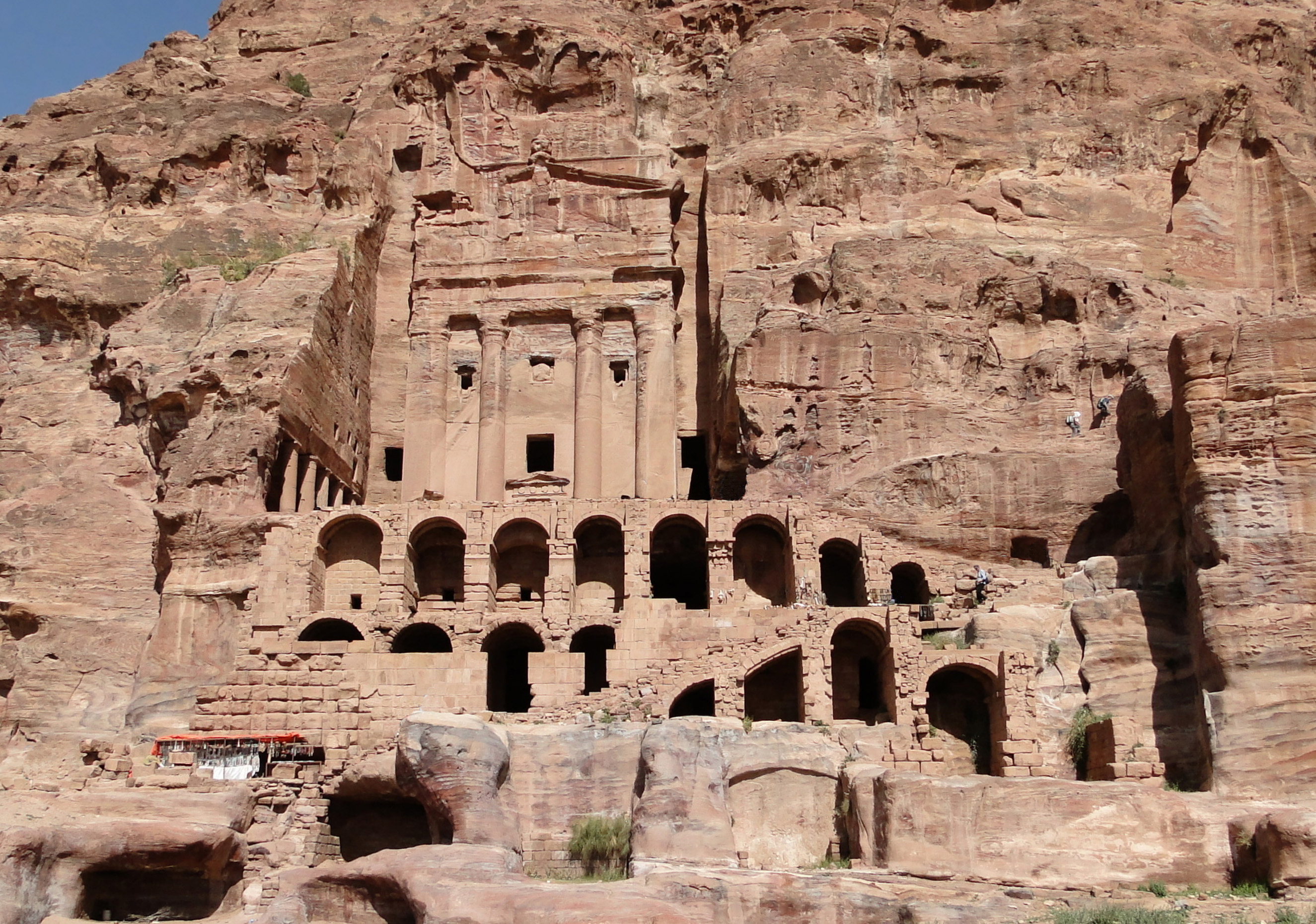
مبنى المحكمة أو قبر الجرة بالبتراء.

هو مبنى متكون من مجموعة من الواجهات المهمة، وأولها «قبر الجرة»، ويعود تاريخه إلى النصف الأول من القرن الأول الميلادي، ويقع على الجهة المقابلة للمدرج النبطي. ويبلغ عرض الواجهة نحو 16 مترا، وبارتفاع 26 مترا. وتتكون من طابقين من الجدران التي تدعم أقواسًا تحت مستوى صالة المدفن، وهي مدمجة مع حجرات دفن جزء منها منحوت والآخر مبني. ويوجد سلم يصعد إلى ساحة المدفن في الأعلى. ويتكون المدفن من صالة مربعة الشكل بطول نحو 19 مترا. وكانت القبور في الجزء الخلفي للمدفن، ولكنه حُول إلى كنيسة في القرن الخامس الميلادي. وتوجد كتابة يونانية تذكر أن تحويل المكان إلى كنيسة عام 447 ومكتوب ذلك على الجزء الخلفي الأيسر من الجدار.

### المعبد الكبير

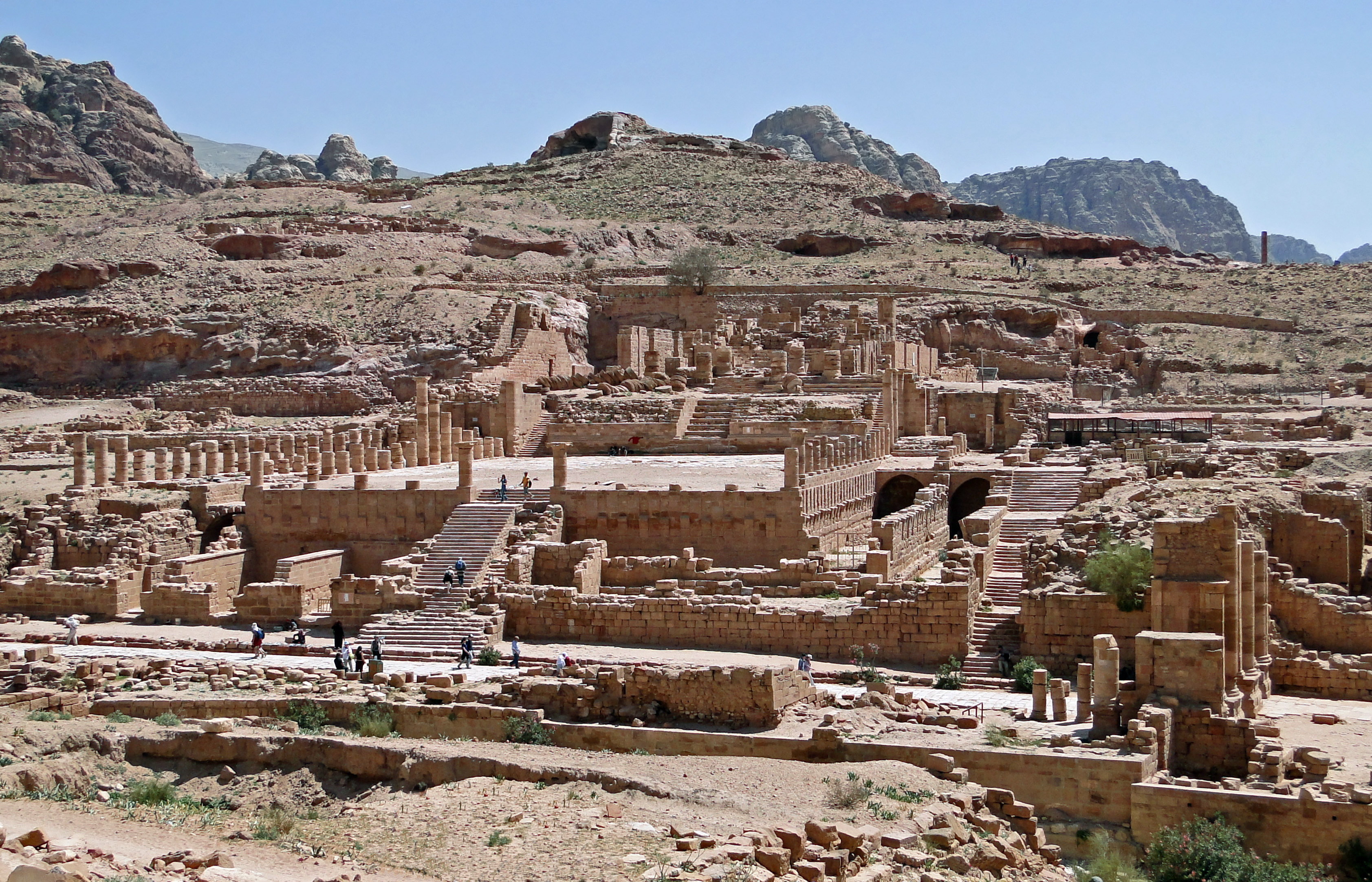
المعبد الكبير في البتراء.

وهو أضخم المباني في مدينة البتراء، ويقع هذا المعبد على الجهة الجنوبية من الشارع المُعمد. ويتكون البناء من مدخل رئيسي يرتبط مع الشارع، ثم ساحة مقدسة سفلى وعلى جانبيها يوجد بنائين متطابقين على شكل نصف دائري وعلى جانبيهما توجد أدراج عريضة تؤدي إلى الساحة العليا المقدسة، وفوقها يقع المعبد أو قدس الأقداس.

### المذبح
اُستخدم هذا المبنى في فترة الصليبيين ليكون صلة وصل وربط ما بين قلعتي الوعيرة والحبيس. أما المذبح نفسه، فأصوله آدومية. وبعد الاحتفالات التي كانت تجرى في المدرج كانت المواكب الدينية تصعد إلى المذبح من المنطقة المجاورة للمدرج مرورًا بوادي المحافر حتى تصل للمذبح حيث تقدم القرابين التي كانت حيوانية والمذبح يتكون من ساحة مركزية محاطة بمقاعد من ثلاث جهات. إن أول ما يمكن رؤيته في هذه المنطقة هو مسلتان مقطوعتان في الصخر ويعتقد بأنهما يرمزان لأهم آلهة الأنباط ذو الشرى ورفيقته الدائمة العزى. كما يُشاهد في منطقة الدرج الصاعد للمذبح بقايا جدران وبرج يُعتقد بأن أساساته آدومية أعيد استخدامه في الفترة النبطية. ويوجد في الجهة الغربية مذبحين أحدهما مستطيل الشكل ربما استخدم لعملية الطواف، والآخر دائري الشكل يُعتقد أنه كان يستخدم لوضع دماء القرابين أو النبيذ كما يحتوي هذا المعلم على بركة أو خزان ماء صغير ويمكن مشاهدة الجزء السفلي للمدينة من هذا الموقع.

### مواقع أخرى

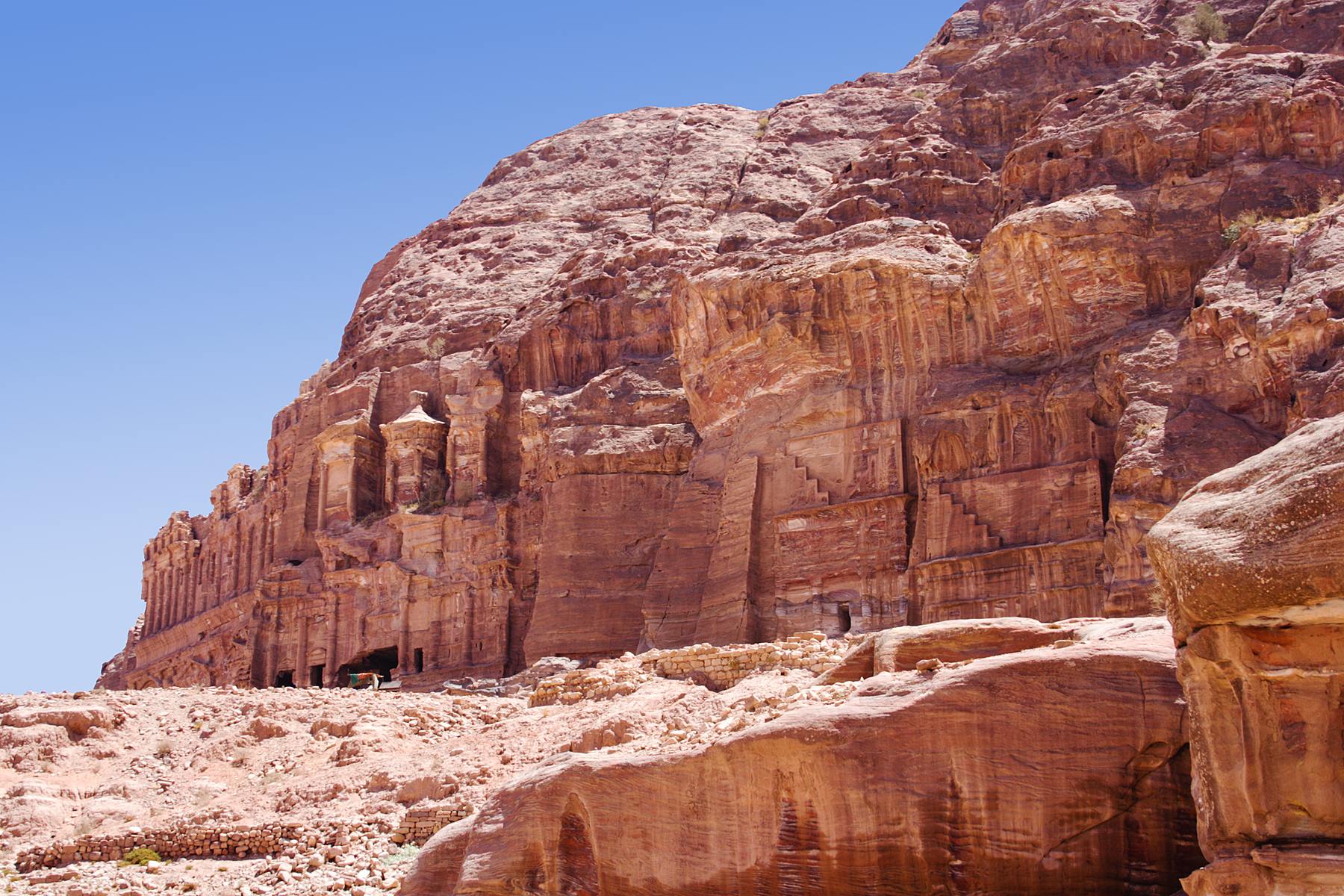
مقابر الملوك المحفورة في الجبال.

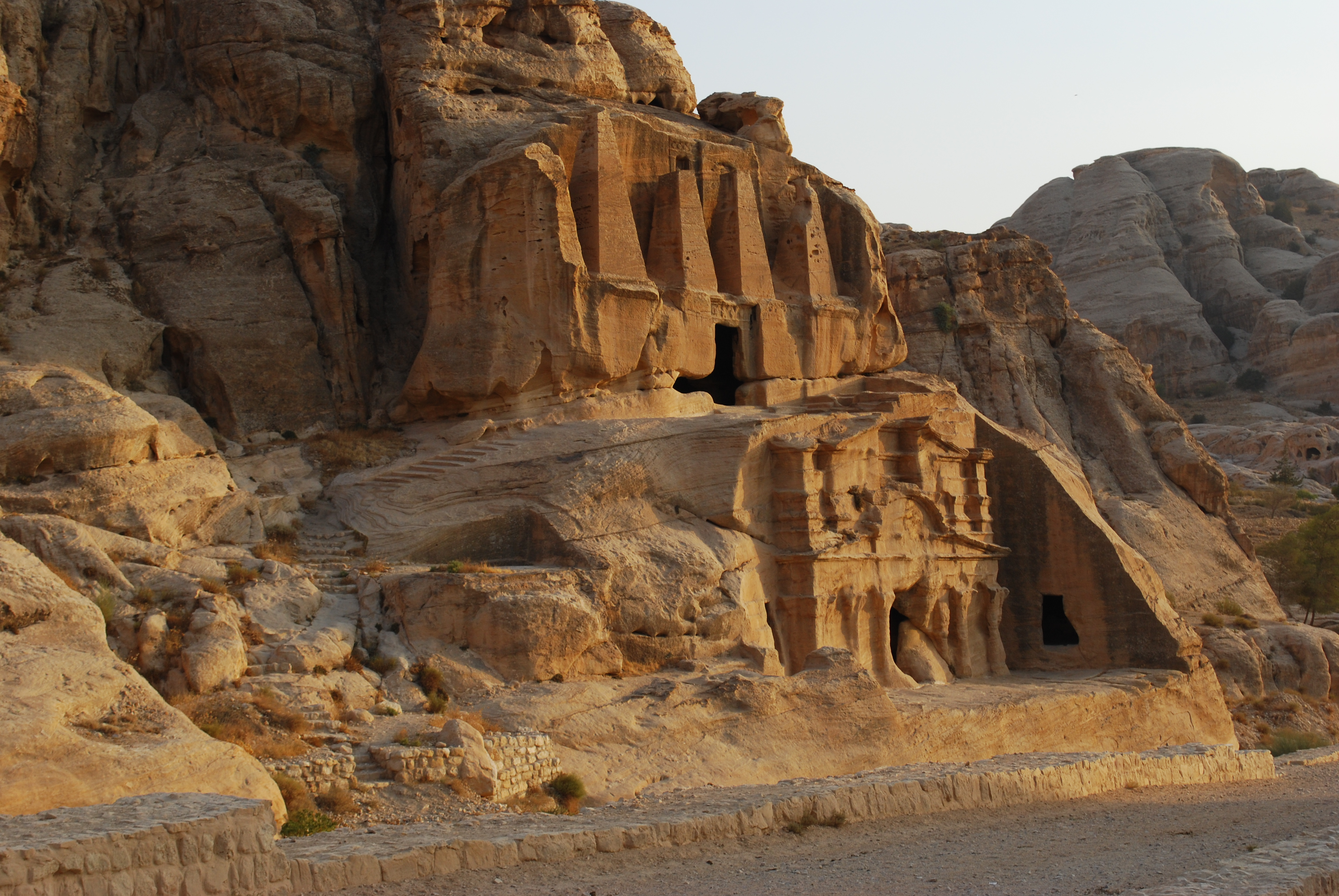
قبر المسلات، ويظهر عليه عوامل التعرية.

يوجد المدينة الكثير من المعالم الأخرى ذات الوظائف المختلفة، منها ضريح الجندي الروماني وقاعة الاحتفالات الجنائزية. ويعتقد بوجود ساحة مركزية بين هذين المعلمين. أما القاعة الجنائزية فقد تميزت عن غيرها بوجود دعامات منحوتة وملتصقة بالجدران وحنى مستطيلة طولية الشكل خلف المقاعد مباشرةً، أما ضريح الجندي الروماني فربما اُعيد استخدامه بعد 106 م وذلك لوجود ثلاثة تماثيل ذات رداء عسكري روماني موضوعة في حنايا هذه الواجهة.
كما تحوي البتراء عددًا من المعابد الصغيرة في البتراء مثل معبد الأسود المجنحة، ومعبد البستان. بالنسبة لمعبد الأسود المجنحة، فيقع على الجهة المقابلة لمبنى قصر البنت، ويتكون بناء المعبد من شرفة أمامية تتقدمها الأعمدة بطول 9,5 متر. ويجري الدخول منها عبر بوابة عريضة إلى قاعة المعبد الرئيسية وهي مربعة الشكل وتحيط بها الأعمدة. وكانت تاجيات بعض أعمدة المعبد تحمل أسودًا مجنحةً ومن هنا جاءت تسمية المعبد. وقد بُلطت أرضية القاعة الرئيسة برخام أبيض مموج بالبني بينما بلطت المنصة بالرخام الأبيض والأسود وزخرفت جدران المعبد الداخلية بالرخام والقصارة الملونة والجض وعثر على قطع جصية بأشكال رؤوس آدمية وأقنعه مسرحية وأشكال أزهار كانت مثبته على الجدران. وقد دُمر المعبد والمنشآت المحيطة به بزلزال عام 363 م. أما بالنسبة لمعبد البستان، فيتميز بوجود جدار ضخم بجواره يقوم عليه الجزء الجنوبي للشرفة العلوية وبقايا غرف يبدو أن إحداها كانت معقودة يتخلل جدرانها إحدى عشر حنية.
ومن المباني الجنائزية الأخرى في المدينة، قبر المسلات، مدفن الحرير، مدفن سكستوس فلورنتينوس، قبر القصر، القبر الكورنثي،  وقبر الرينيسانس.

## السكان

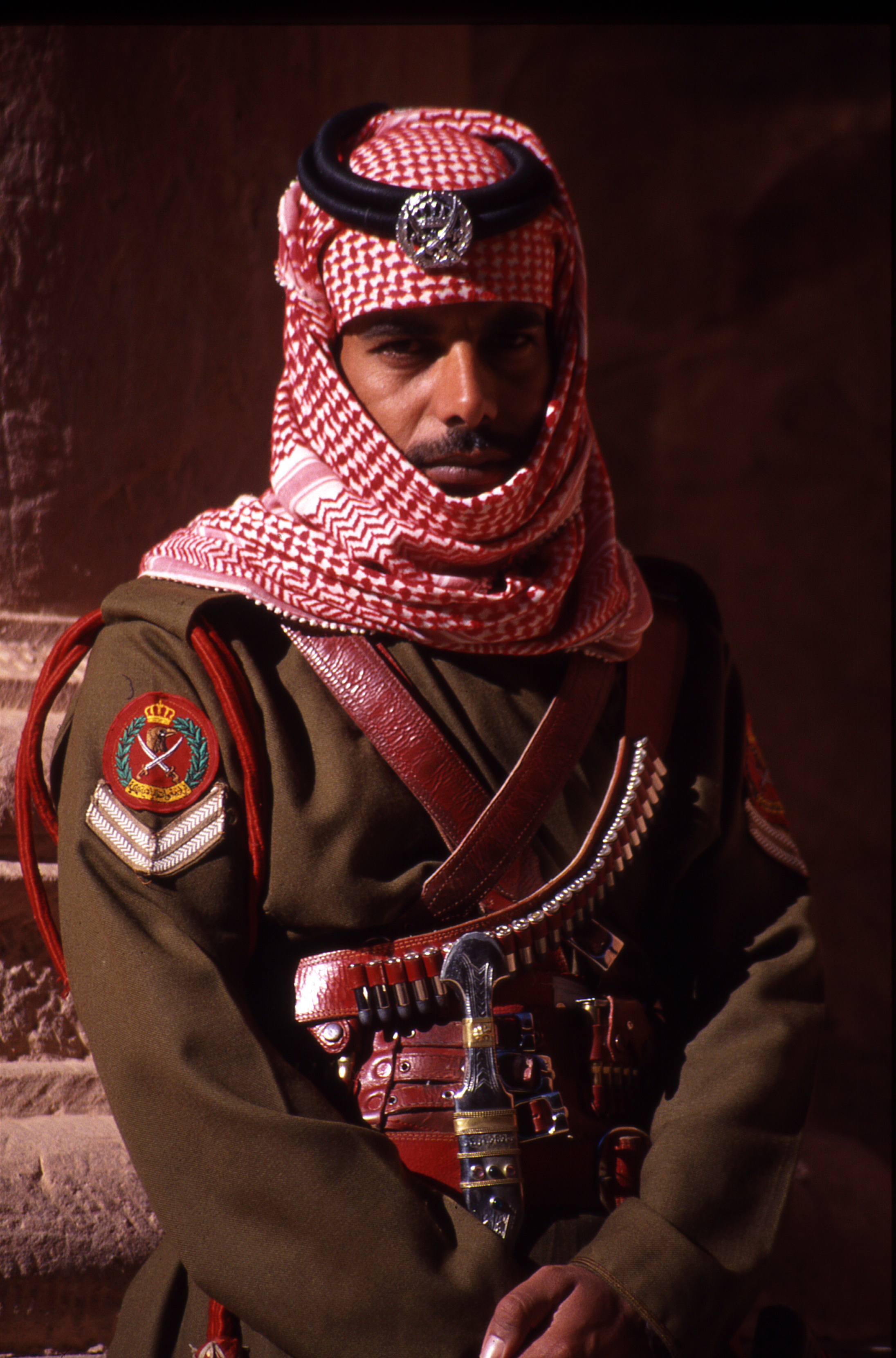
ضابط من حرس البادية الأردنية في البتراء، يرتدي الزي العربي التقليدي.

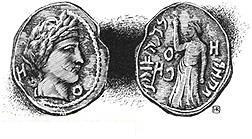
عملة برونزية نبطية منقوش عليها: حارثة الرابع ملك الأنباط.

بلغ عدد سكان لواء البتراء (الذي تشكل مدينة البتراء جزءاً منه) في عام 2009 نحو 28,760 نسمة، معظمهم من البدو. وكانت قبائل من «عرب اللياثنة» قد استوطنت المكان أثناء إعادة اكتشاف الغرب للبتراء في القرن التاسع عشر. كما كانت عشائر مختلفة تسكن البتراء منذ خمسينيات القرن العشرين، كعشائر «العمارين» و «البدول»، حيث كانوا يسكنون في كهوف داخل البتراء حتى عام 1985، حين رحّلتهم الحكومة الأردنية إلى إسكانات خارج المدينة الأثرية كبلدة «البيضاء» التي تبعد عن البترا نحو 10 كم. ويُقدر عددهم من 1,000 - 3,000 شخص يتقن الكثير منهم العديد من اللغات الأجنبية رغم أميّة الكثير منهم، بسبب اختلاطهم بالسيّاح الأجانب.
وقد أدرج المجال الثقافي لبدو البتراء ووادي رم في 25 تشرين الثاني/ نوفمبر 2005 إلى قائمة اليونسكو لروائع التراث الثقافي اللامادي الإنساني. ويقع هذا المجال البدوي الصحراوي قرب مدينة البتراء، داخل منطقة جبلية شبه قاحلة ومساحات صحراوية. وهو مجال تمارس فيه مجموعة من الممارسات والمهارات الثقافية اللامادية، المرتبطة بالحياة الرعوية التقليدية. فقد حافظ بدو البتراء ووادي الرم على معرفة مميزة في مجال الثروة النباتية والحيوانية، وفي حقل الطب التقليدي، وتربية الجمال وحياكة الخيام والترحال وتسلّق الجبال. وهو ما يقع تناقله عبر الأجيال شفويا وبالممارسة. بالإضافة إلى غيرها من الأشكال الثقافية كالأساطير والشعر والحكايات الشعبية والأغاني.

## النشاط الاقتصادي
شكّل معدن النحاس، عصب الحياة الاقتصادية وعنصرًا هامًا في تدعيم نفوذ وقوة حضارة الأنباط. وامتدت أراضي المملكة النبطية عبر مساحات واسعة، فكان تحت نفوذها أراضي وادي ضانا، حيث أقيم أقدم مناجم للنحاس في العالم، وهي مناجم النحاس في وادي فنان. إضافة إلى صناعة الفخار، حيث يعتبر الفخار النبطي من أفضل وأدق الفخار الذي صنع في العالم، لما عرف من منظر وإتقان. وهو رقيق جدًا لدرجة أنه يُطلق عليه «قشرة البيض».

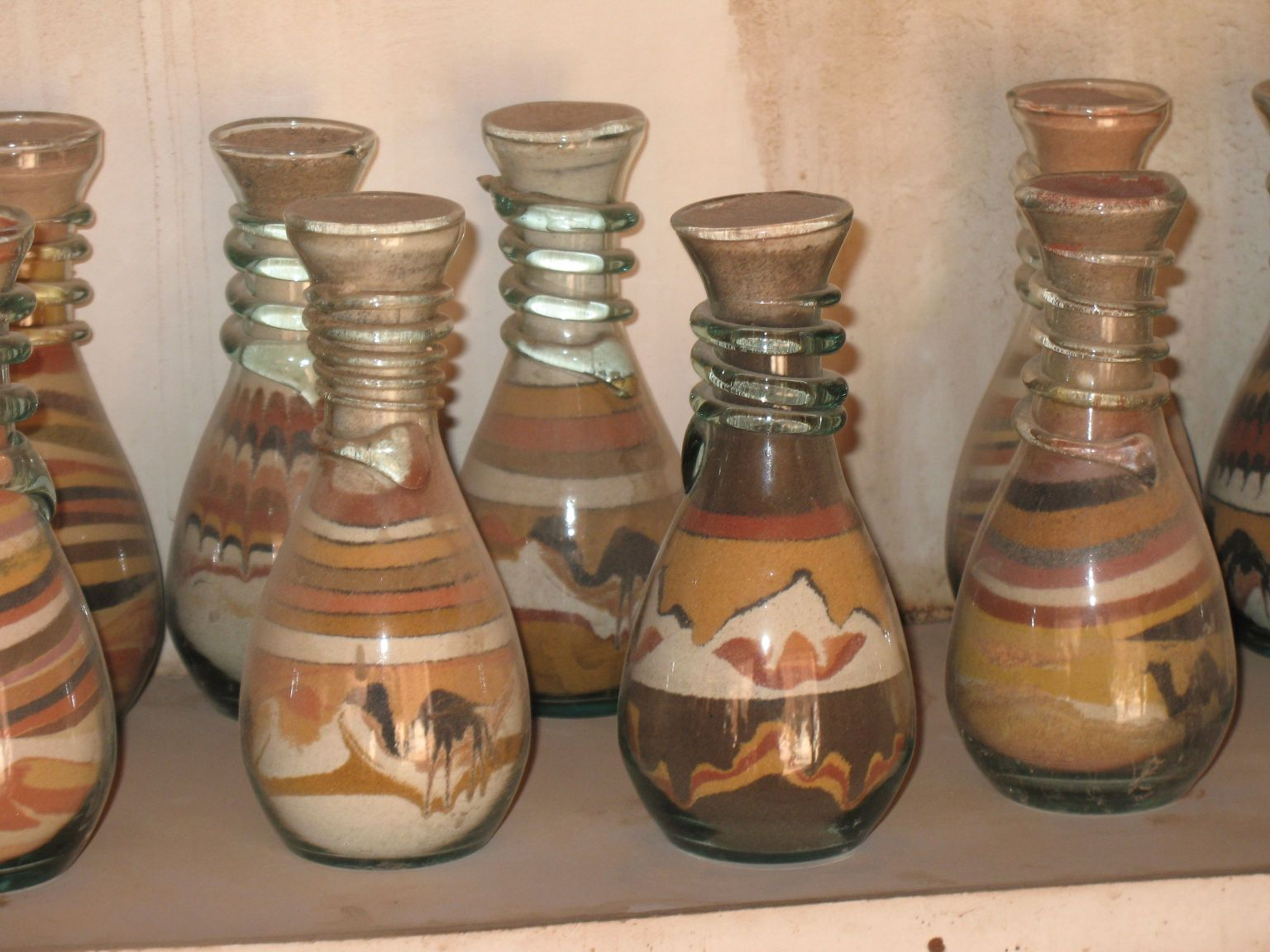
فن الرسم بالرمال، حيث يُعد من أكثر ما يشتهر به سكان البتراء حاليا.

وقد اشتهر الأنباط بالتجارة، وكانت مدينة البتراء محط استراحة للقوافل التجارية. وهذا ما جعل أنتيجونوس - أحد قادة الإسكندر المقدوني - بغزو الأنباط في عام 312 ق.م. ومع مرور الزمن أصبح الأنباط يتمتعون بكيان ونفوذ كبيرين في المنطقة وأزدهر فن المعمار والبناء وسك العملات وصناعة الفخار وفنون النحت وغيرها. وتعكس عاصمتهم مدينة البتراء تلك الفنون في أجمل صورها.

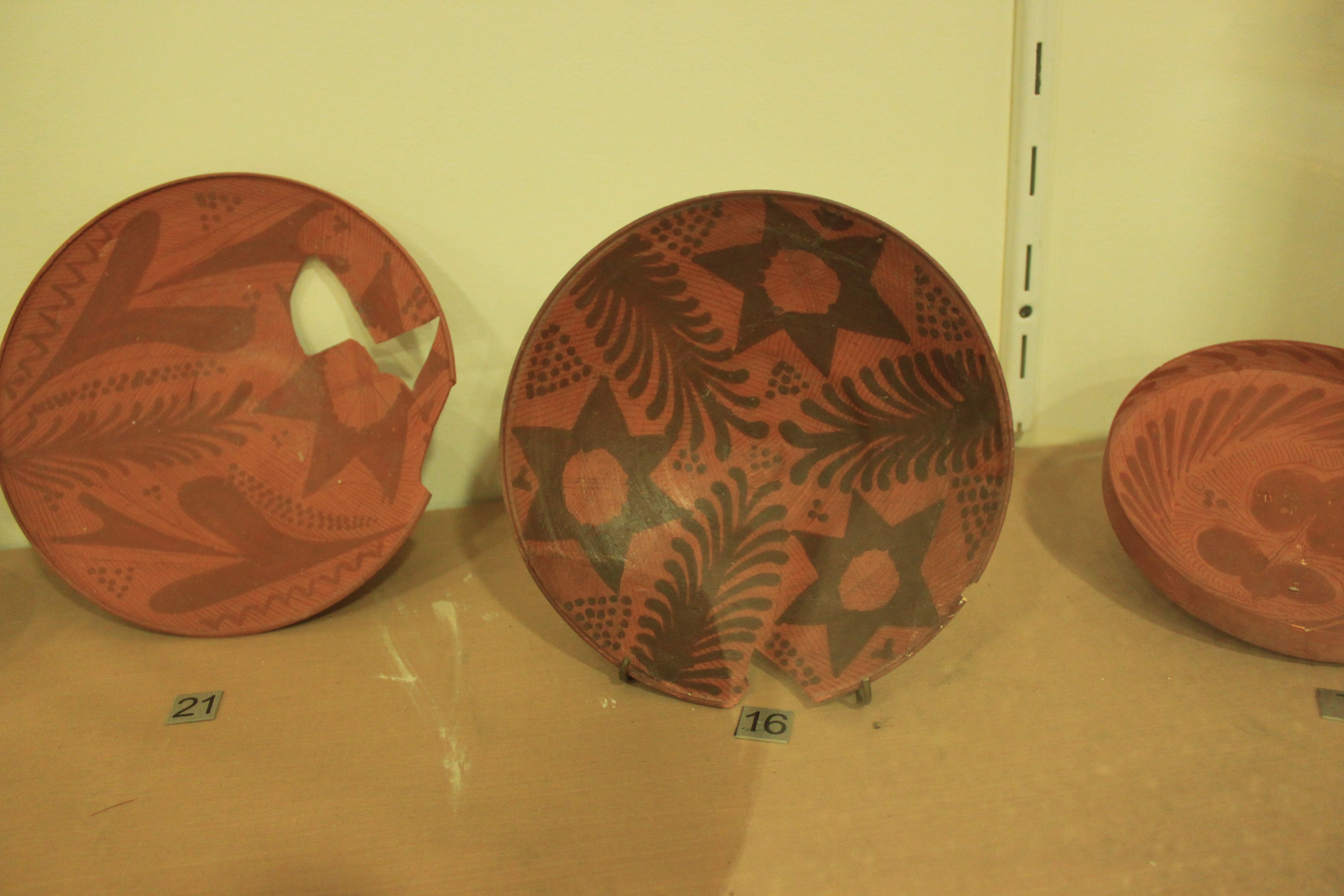
آثار نبطية لصناعة الفخار والخزف.

استطاع الأنباط تطوير طرق الزراعة الجافة والحصاد المائي، مما يعكس قدرة الإنسان النبطي على التكيف مع ظروف الحياة الجافة وتطويع الطبيعة، ففنون الزراعة الجافة وطرق الحصاد المائي ما زالت مستخدمة حتى الوقت الحاضر، ومما يجدر ذكره أن العديد من العلماء الغربين استطاعوا نقل التقنيات النبطية القديمة والمستخدمة في الزراعة الجافة والحصاد المائي ويرجع الفضل بهذا حقيقة إلى الأنباط.
أما حاليًا، فتُعتبر البتراء أهم المواقع السياحية جذبًا للسياح على مستوى الأردن، وبذا لها عائد اقتصادي كبير على البلاد. كما تشكل البتراء اليوم، عمق الأردن الحضاري، وجانبًا هامًا من مضمون مزيج الهوية التاريخية لهذا البلد. كما تحتل هذه المدينة التاريخية اليوم، المرتبة الأولى أردنيًا من حيث خلق العمالة المحلية ومنطقة جذب سياحي للمشاريع المحلية المدرة للدخل ومنطقة جذب للقطاع الخاص، كما أنها شكلت فئة متوسطة بالنسبة للبيئة والمشاريع الحكومية.

## السياحة

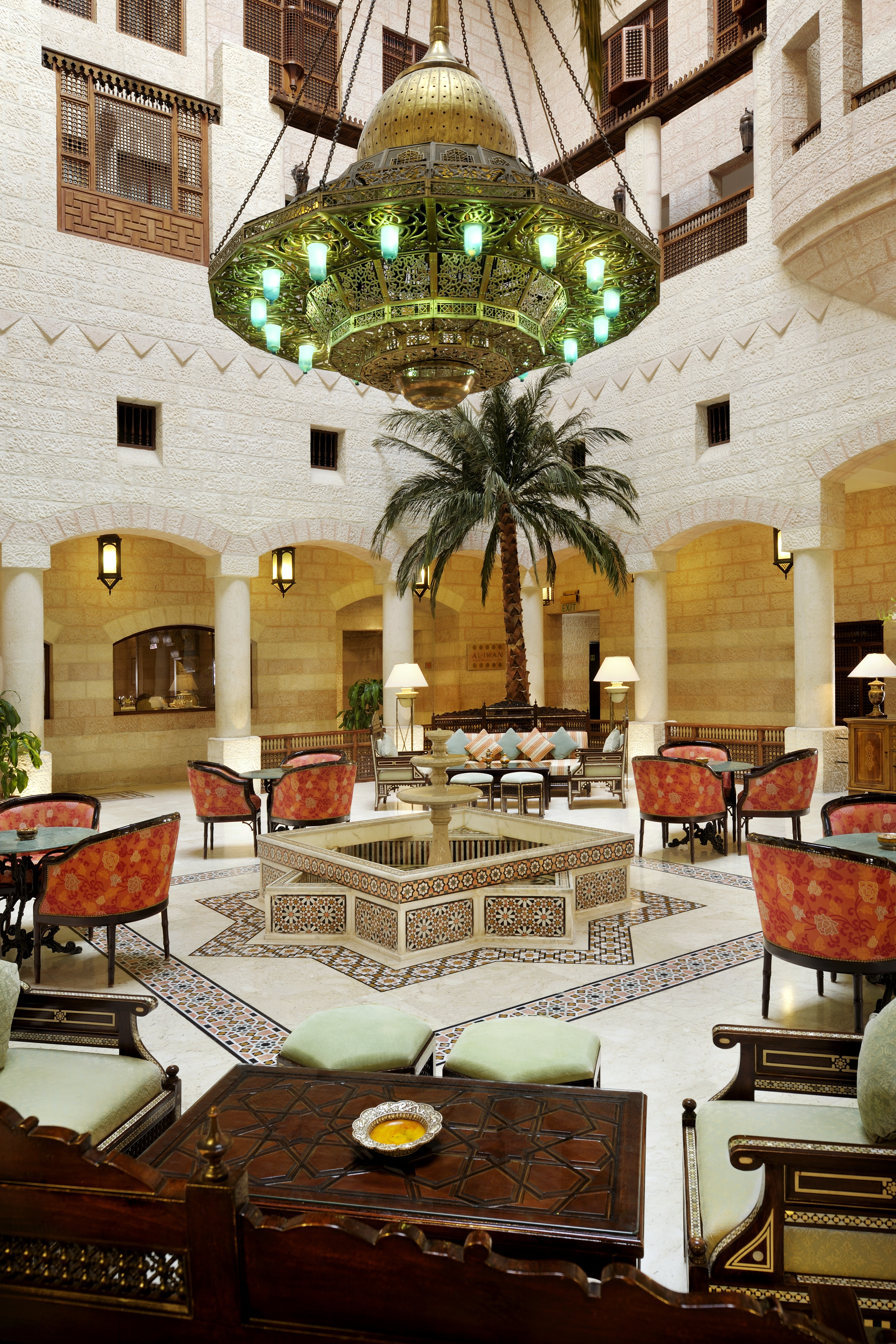
من داخل فندق موفنبيك البتراء أول فندق أسسته شركة زارة للاستثمار القابضة (1996)، استخدم في تصميمه أسلوب العمارة الإسلامية

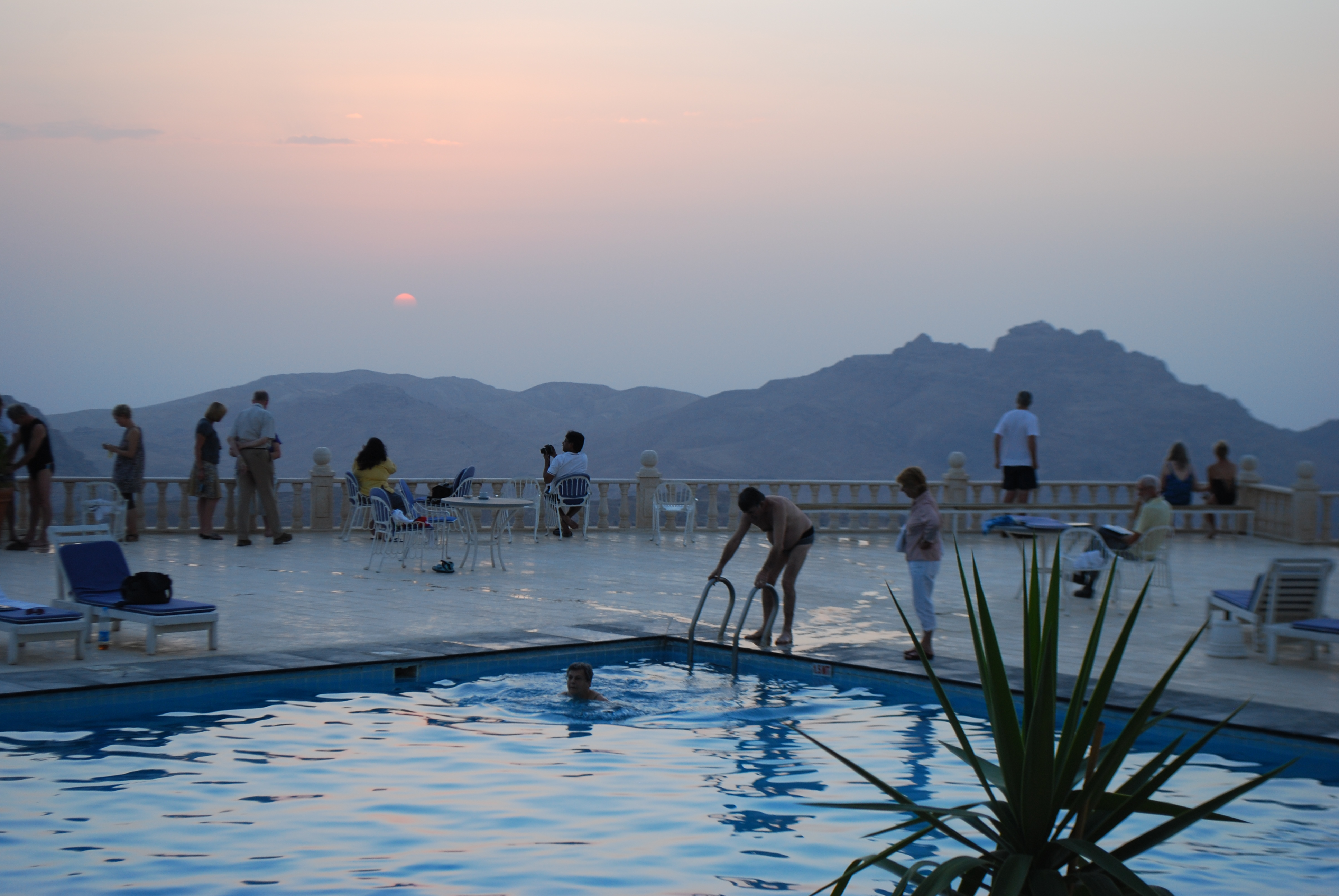
أحد فنادق وادي موسى المطلة على آثار البترا.

تضم البتراء عددًا كبيرًا من الفنادق ذات تصنيف خمس نجوم وما دون لاستيعاب الأعداد الكبيرة من الزائرين لمحمية الآثار في المدينة، حيث بلغ عددهم قرابة 480,000 زائر في عام 1999، فيما ارتفع العدد إلى 900,000 عام 2010. كما تحوي هذه المحمية بدورها على عدد كبير من الأسواق الشرقية. من الجدير بالذكر أن جرش تلي مدينة البتراء من حيث عدد الزوار، تليهما كل من المناطق التالية تنازليًا: عجلون ومادبا والكرك وأم قيس ووادي رم. في عام 2019، احتفلت المدينة باستقبال الزائر رقم مليون لأول مرة في تاريخها، في حدث اعتُبر محطة فارقة في مسيرة السياحة الأردنية. وقد نُظمت فعاليات احتفالية بهذه المناسبة.
من جهة أخرى، افتتح في نيسان/ أبريل 1994 متحف البتراء النبطي في المدينة إلى جانب متحف آخر هو متحف البتراء القديم، الذي تأسس عام 1963. ويحتوي المتحف النبطي ما يقارب 600 قطعة أثرية معروضة في خزائن العرض؛ حيث يتألف من ثلاث قاعات رئيسية: القاعة الأولى تشتمل شرحاً عن تاريخ الأنباط وجيولوجية البتراء، بالإضافة إلى قطع أثرية تعود إلى العصر الحجري الحديث. أما القاعة الثانية، فهي مخصصة للمكتشفات من الحفريات الأثرية، ومرتبة حسب تسلسلها الزمني بدءاً من العصرالحجري وحتى القرن السادس الميلادي. كما تضم هذه القاعة نبذة تاريخية عن الزلازل والتجارة النبطية وطرق القوافل والبتراء في العصور الوسطى. أما القاعة الثالثة، فتحتوي على مجموعة من الأسرجة الفخارية حسب تطور صناعتها، والتماثيل البرونزية والفخارية والأطبـاق الملونة والعادية وقطع العملات، والحلي والمجوهرات، بالإضافة لبعض القطع الفخارية والجرار المختلفة الأحجام.
يُقام في البتراء سنويًا ومنذ عام 2005، مهرجان البتراء السياحي الثقافي، لتشجيع السياحة الداخلية والعربية. كما أُقيم في نفس العام مؤتمر للحائزين على جائزة نوبل في العالم. ولقد قامت سلطة إقليم البترا بالتعاون مع هيئة تنشيط السياحة في عام 2012، بإحياء احتفاليات تضم العديد من الأنشطة والفعاليات، بمناسبة مرور 200 عامًا على اكتشاف البتراء، والتي تهدف إلى تعريف المواطن المحلي والسائح العربي والأجنبي بأهمية هذه المناسبة ودورها الريادي في وضع البتراء على خارطة السياحة العالمية.

## أهمية دينية

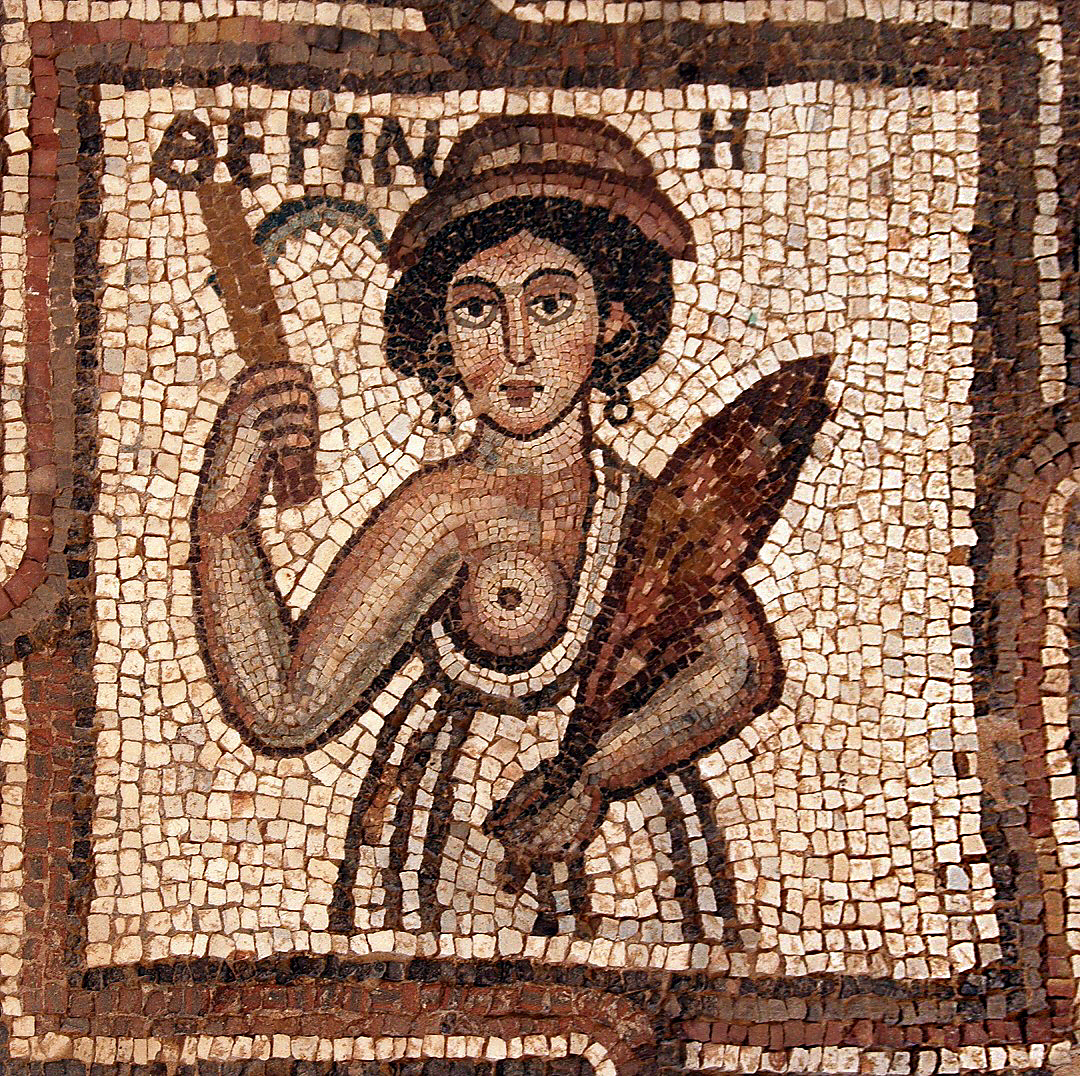
أرضية فيسفسائية من أحد الكنائس البيزنطية بالبتراء.

مقام النبي هارون في البتراء.

للمدينة أهمية دينية وتاريخية للديانات الإبراهيمية الثلاث. يعتقد اليهود أنها تحتوي على أهم وأثمن سر في تاريخهم، وهو تابوت العهد، الذي يحتوي على الوصايا العشر التي أعطاها الله لموسى، بالإضافة إلى وجود عصا هارون فيه. يوجد مقام هارون في البتراء وعلى أحد قممها المطلّة على المدينة الأثرية بارتفاع 1353 متر عن سطح البحر، مقام النبي هارون . وهو مسجد مملوكي صغير، ذو غرفة مُزينة بأقمشة خضراء تعلوها قبة بيضاء وأمامه حجر أسود. بُني المقام في سياق اهتمام المماليك بالمقامات والقبور. كما يدعي بعض اليهود أنهم هم من بنو البتراء، حيث يعتقدون أن التوراة قد أشارت إلى أن من انشأ هذه المدينة هم سلالة النبي «نابوت» الابن الأكبر للنبي إسماعيل. كما يعتقدون أن اسم البتراء القديم «سالع» هو كلمة عبرية معناها «صخرة»، حيث إنها تُرجمت في العدد الثالث من نبوة عوبديا: «تكبر قلبك قد خدعك أيها الساكن في محاجئ الصخر». ويرجحون أنها حيثما تذكر في التوراة، فإنها تشير إلى عاصمة أدوم، المدينة الحصينة في وادي موسى التي اشتهرت باسم «البتراء» (والتي تعني «صخرة» باللغة اليونانية). وبقد بدأ اليهود بزيارة البتراء بشكل ملحوظ، بعد إتفاقية وادي عربة.
من جهة أخرى، ذُكر مقام هارون بالبتراء أيضًا في مخطوطات الكنيسة البيزنطية التي تعود إلى القرن السادس الميلادي باسم «دير نبينا هارون»، حيث يوجد في المدينة آثار لعدد من الكنائس البيزنطية ذات الأرضيات الفسيفسائية. وتُعتبر كنيسة البتراء الرئيسية، ثاني كنيسة في البتراء بعد تحويل قبر الجرة (المحكمة) لكنيسة في عام 446. وتتكون الكنيسة من مبنى ذو 3 أروقة، بالإضافة إلى ساحة وبرج من الجهة الغربية وغرف جانبية من الشمال والشرق.
كما كان أهالي وادي موسى المسلمون يقومون بزيارة المقام منذ زمن بعيد، حيث كان للمكان طقوسا ومناسك تُؤدى. وقد زار الظاهر بيبرس وكاتبه النويري المقام سنة 1276، ولم يتحدث النويري عن وجود بناء فوقه. أما اليوم، فيشهد فوقه مسجدًا صغيرًا كُتب على مدخله عبارة تفيد أنه عمارة هذا المسجد قد جددت في عهد السلطان الملك الناصر محمد بن قلاوون. وقد زار المقام الرحّآلة السويسري بيركهارت عام 1812 عندما أراد أن يزور البتراء ، فتذرّع بزيارة المقام وأخذ معه قربانًا ليتمكن من زيارة البتراء. ثم ذهل مما رآه عندما دخل البتراء من السيق.

## البتراء في الفن

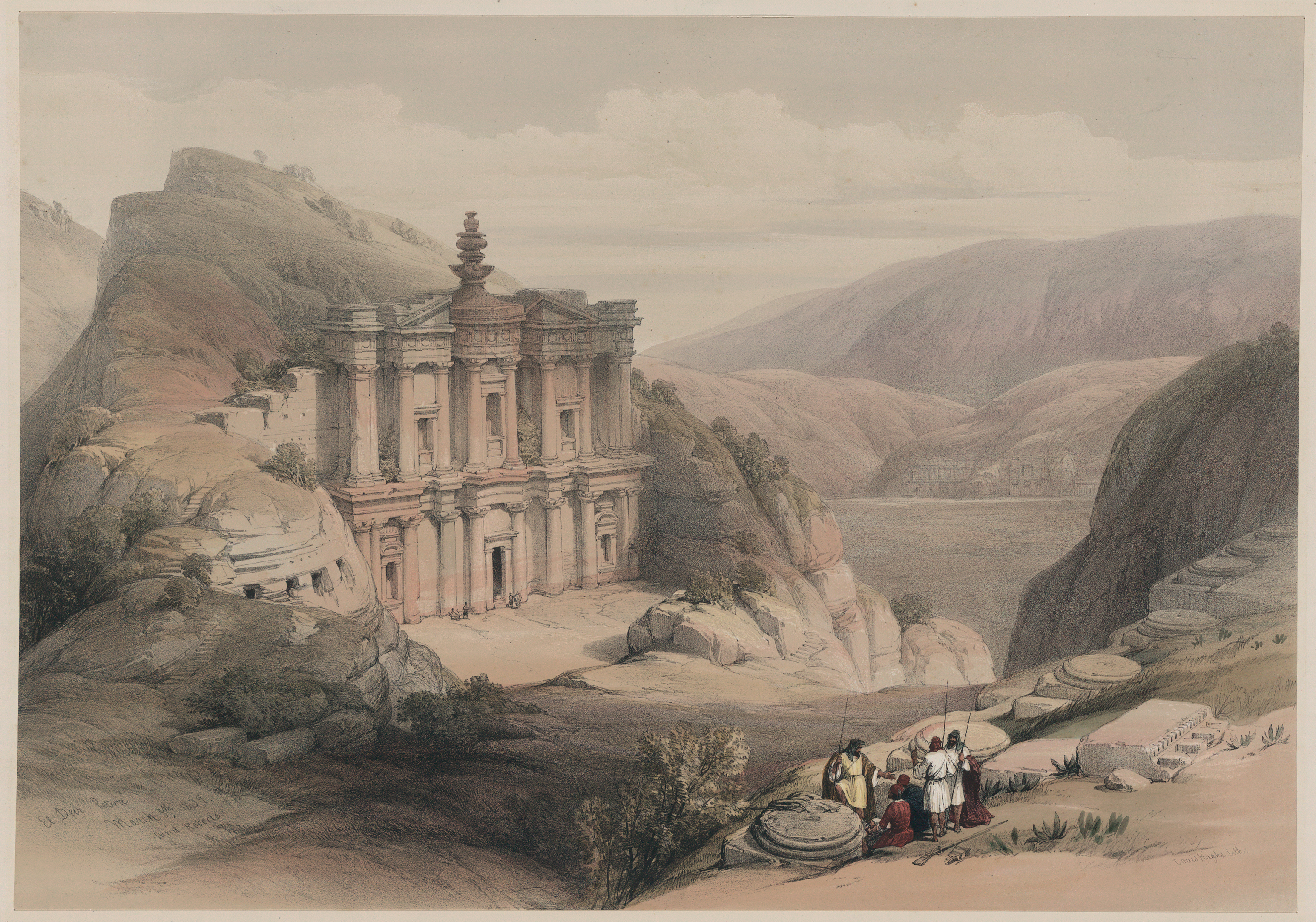
لوحة ديفيد روبرتس لسكان البتراء، 1839.

أصبح المجتمع الغربي على علم بوجود البتراء أساسًا من خلال قصص جون وليام برغن الدينية، حين وصفها بأنها «مدينة وردية قديمة بقدم الزمن». لكنه نفسه، مثل كثير من معاصريه، لم يقوموا بزيارة البتراء أبدًا. حيث كانوا يعلمون عن البتراء عبر رسومات الليثوغرافيا التي رسمها الفنان الإسكتلندي ديفيد روبرتس للبتراء ومنطقة وادي موسى أثناء زيارته عام 1839، والتي تجاوز عددها عشرين لوحة ليثوغرافية. وقد طبع العديد منها ما أعطى البتراء شهرة عالمية . وقد نشرها في كتابه «مصر وسوريا وفلسطين» في عام 1839. في الواقع، حتى الحرب العالمية الأولى، لم تكن زيارة المدينة متاحة للأوروبيين إلا برفقة مرشدين محليين ومرافقين مسلحين . ويوجد للبتراء العديد من اللوحات والصور الأخرى التي تعود للقرن التاسع عشر مما يدل على مدى الاهتمام الذي أضفاه إعادة اكتشافها على أوروبا في ذلك الوقت. من الأعمال المشهورة للبتراء، لوحة فنية بالألوان المائية لمناظر البتراء للفنان شرانز نحو 1840 . وأول خارطة مخطوطة للبتراء باللغة الإنجليزية من رسم الرحالة لابودي نحو عام 1830، وصور من تصوير فريت عام 1830.
في عام 1868، شُكلت قافلة من الرسامين الفرنسيين للذهاب إلى سيناء والفيوم والبتراء، لكن النتيجة كانت مخيبة للآمال، حيث منعتهم الأمطار الغزيرة من إكمال رحلتهم. كتب الفنان البلجيكي تانتان Tintin كتابًا مصورًأ عن البتراء، ولكن موقع الصور لم يكن فيه الأردن، حيث كان في دولة افتراضية أسماها "Khemed74".
وقد احتفت الكثير من المسرحيات والأعمال الدرامية الأردنية والعربية بالبتراء، كان من أهمها مسرحية بترا، التي ألّفها الأخوان رحباني، وغنتها فيروز ونصري شمس الدين وآخرين.
كما اختيرت البتراء موقعًا لتصوير عدد من الأفلام الأمريكية والعالمية مثل أفلام إنديانا جونز والحملة الأخيرة (Indiana Jones and the Last Crusade) والعاطفة في الصحراء (Passion in the Desert) والمتحوّلون (Transformers)، وغيرها.

## توأمة المدن
- ماتيرا، إيطاليا[114]
- بلوفديف، بلغاريا[115]
- مدائن صالح، السعودية[116]

## معرض صور

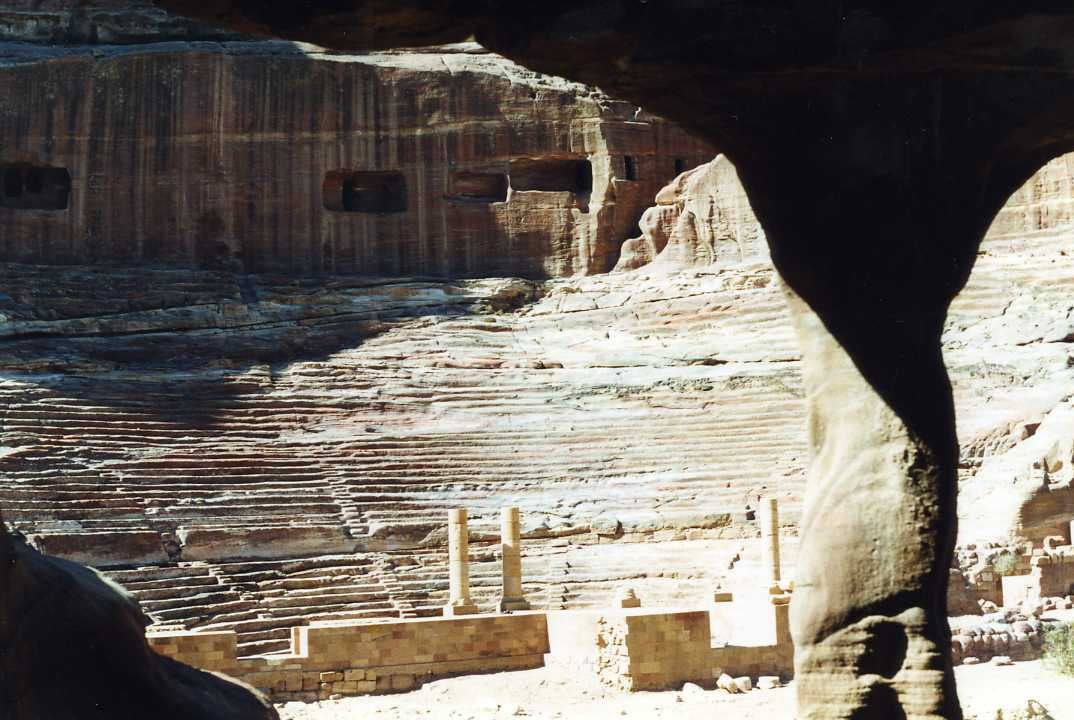
المدرج بالمدينة
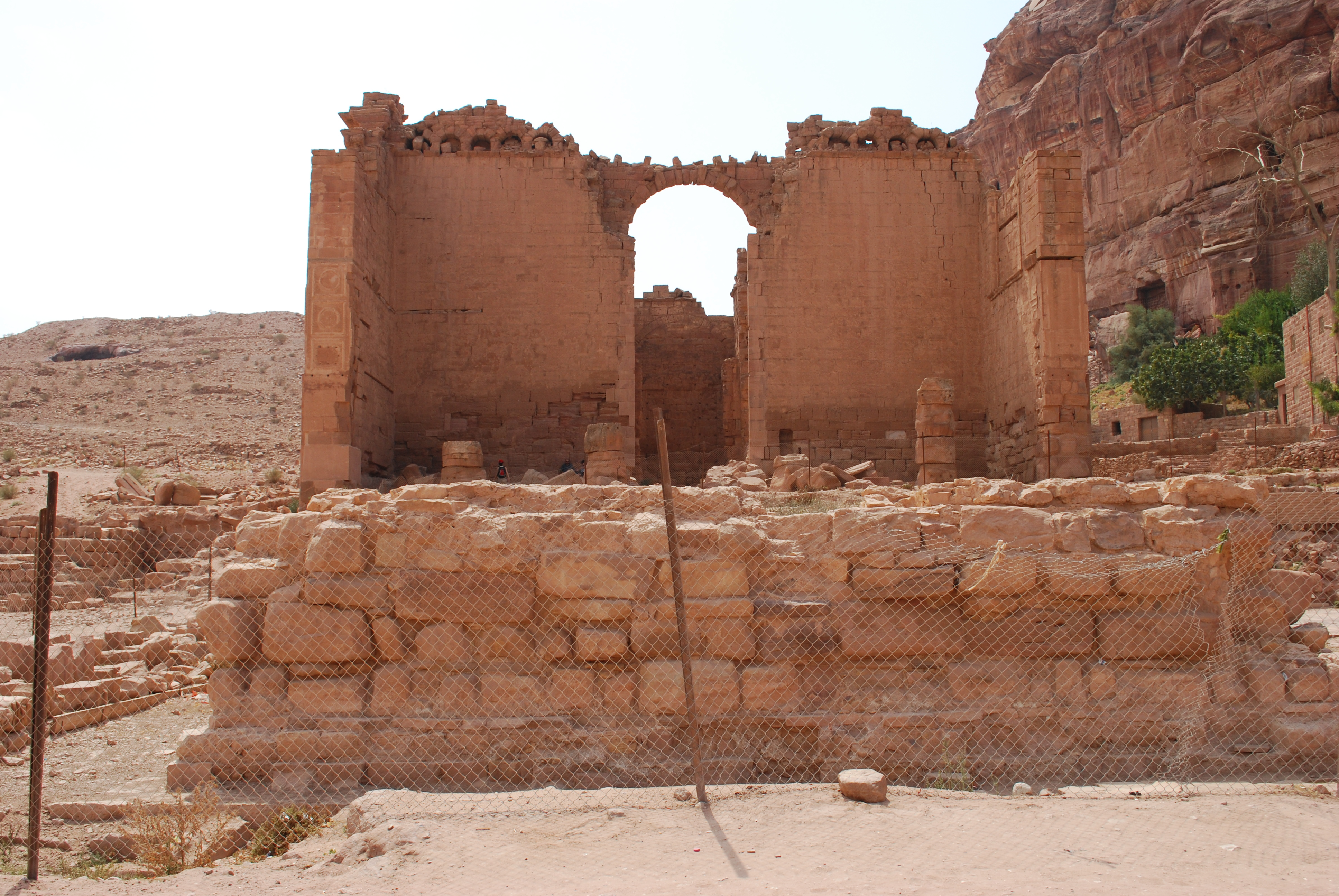
قصر البنت
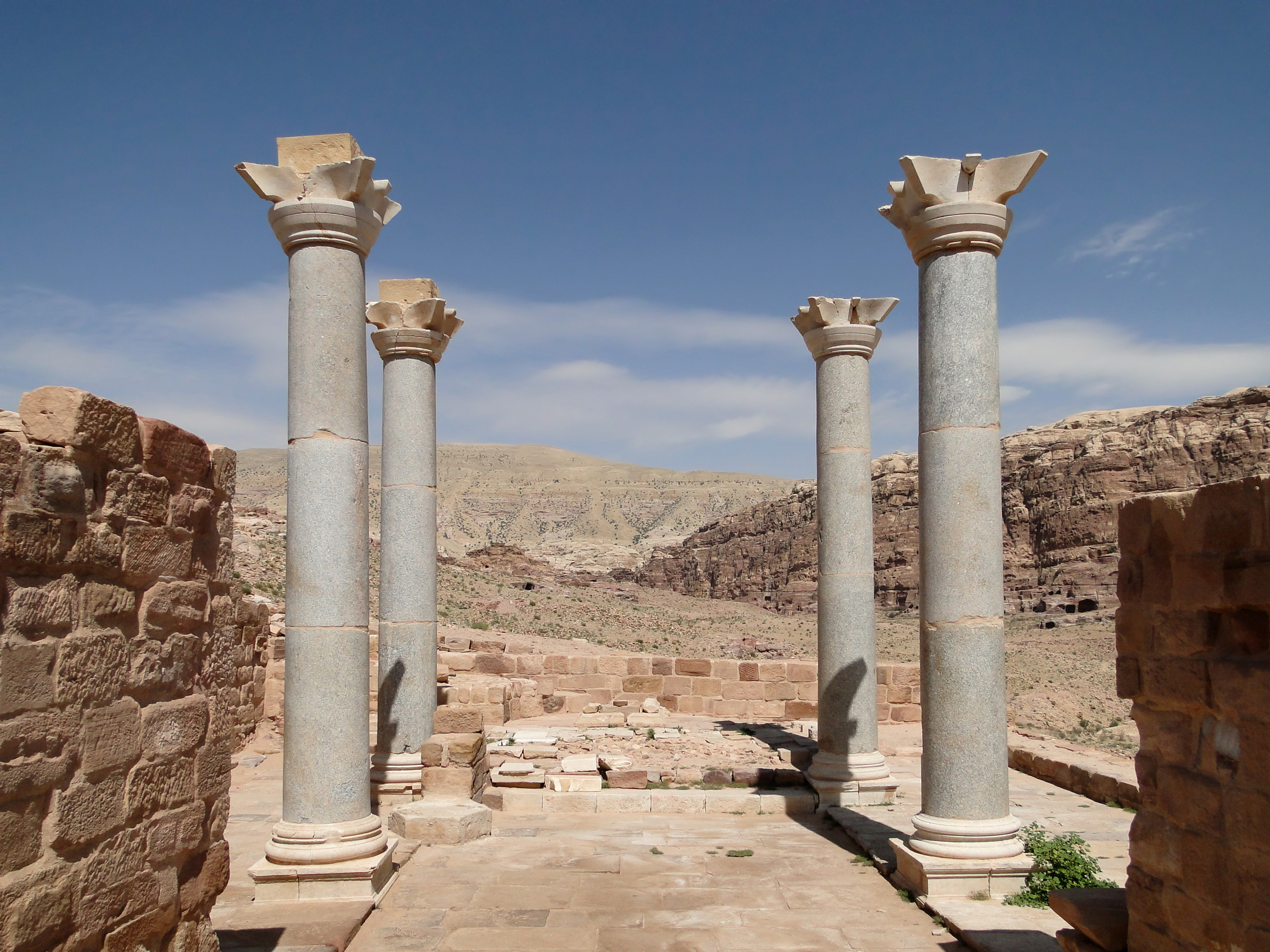
الكنيسة الزرقاء
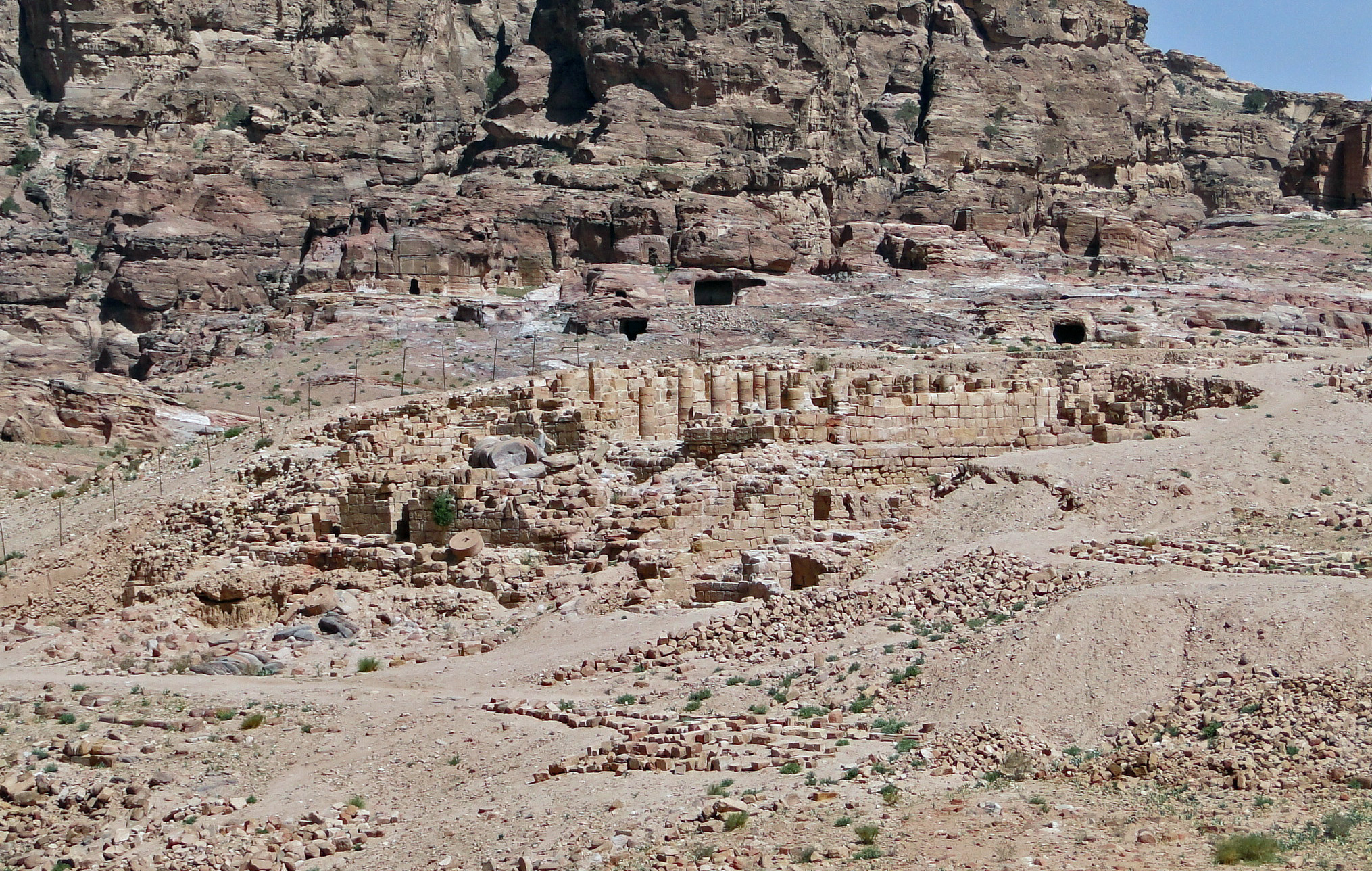
معبد الأسود المجنحة
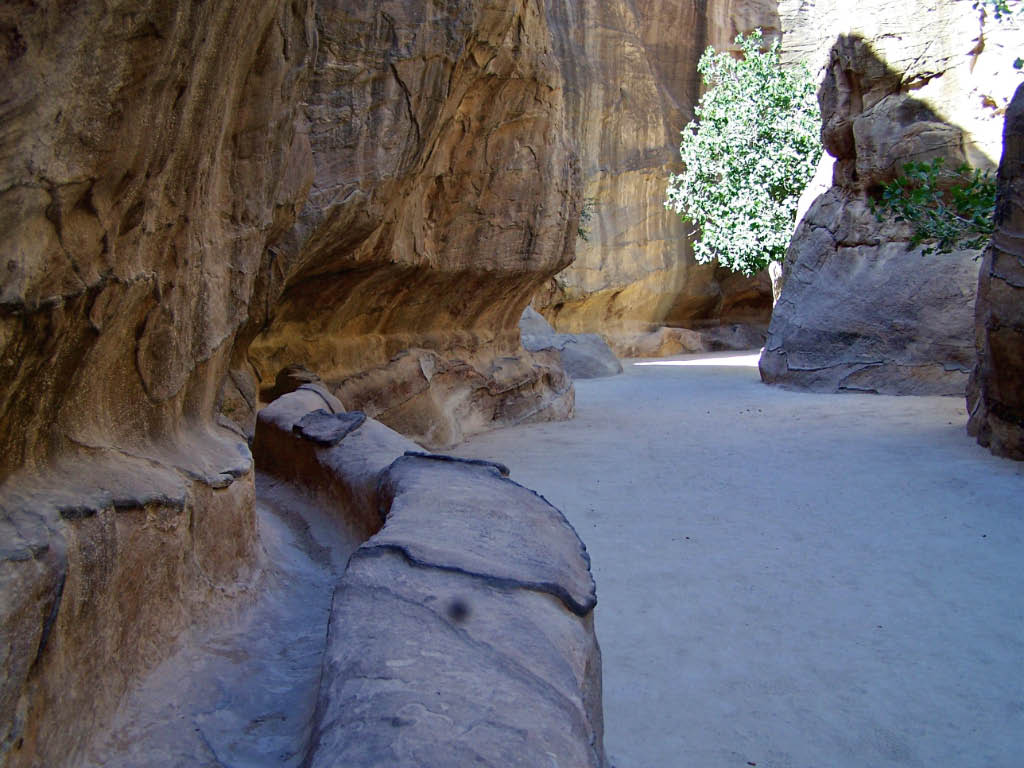
قنوات جر المياه بالسيق
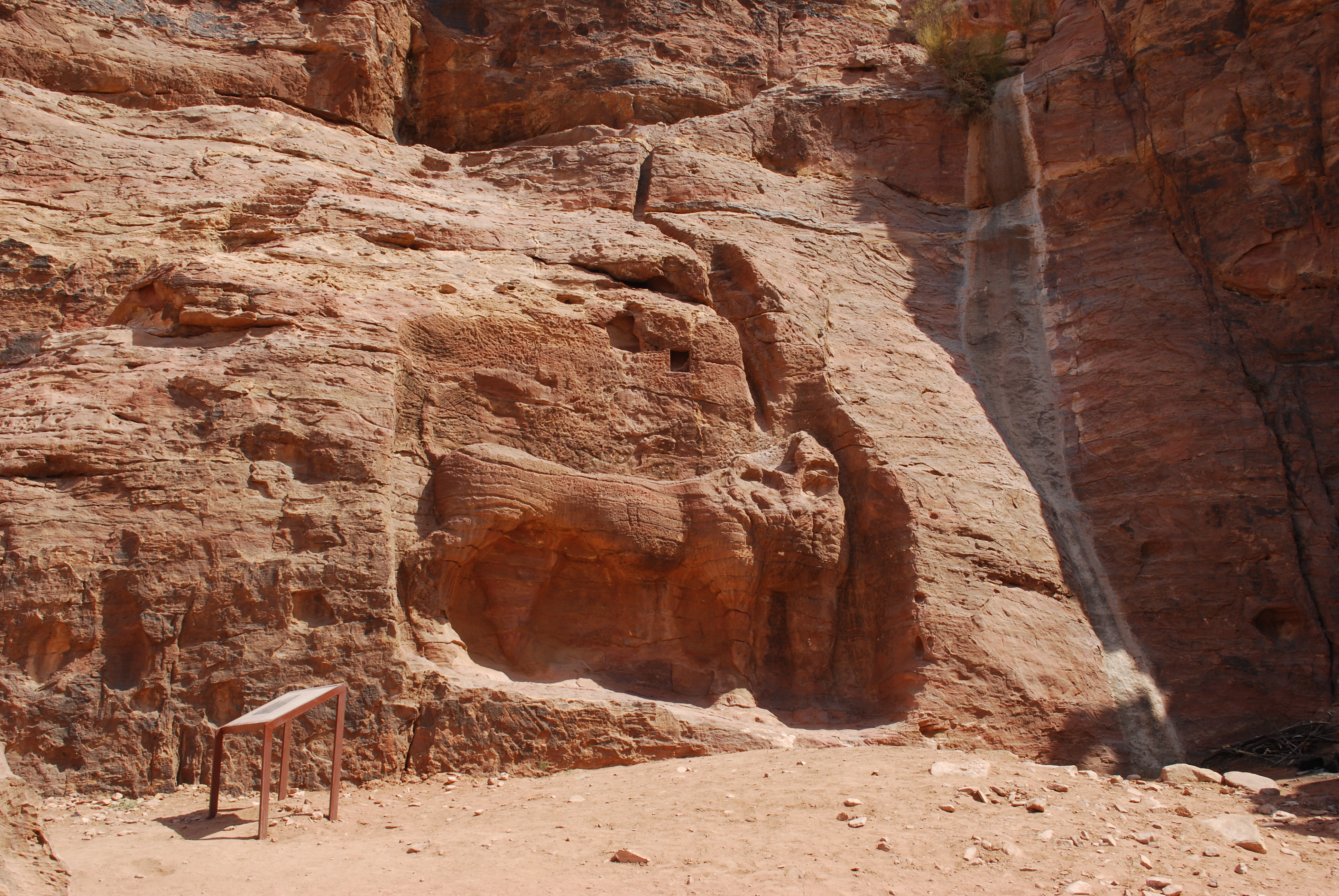
نافورة الأسد
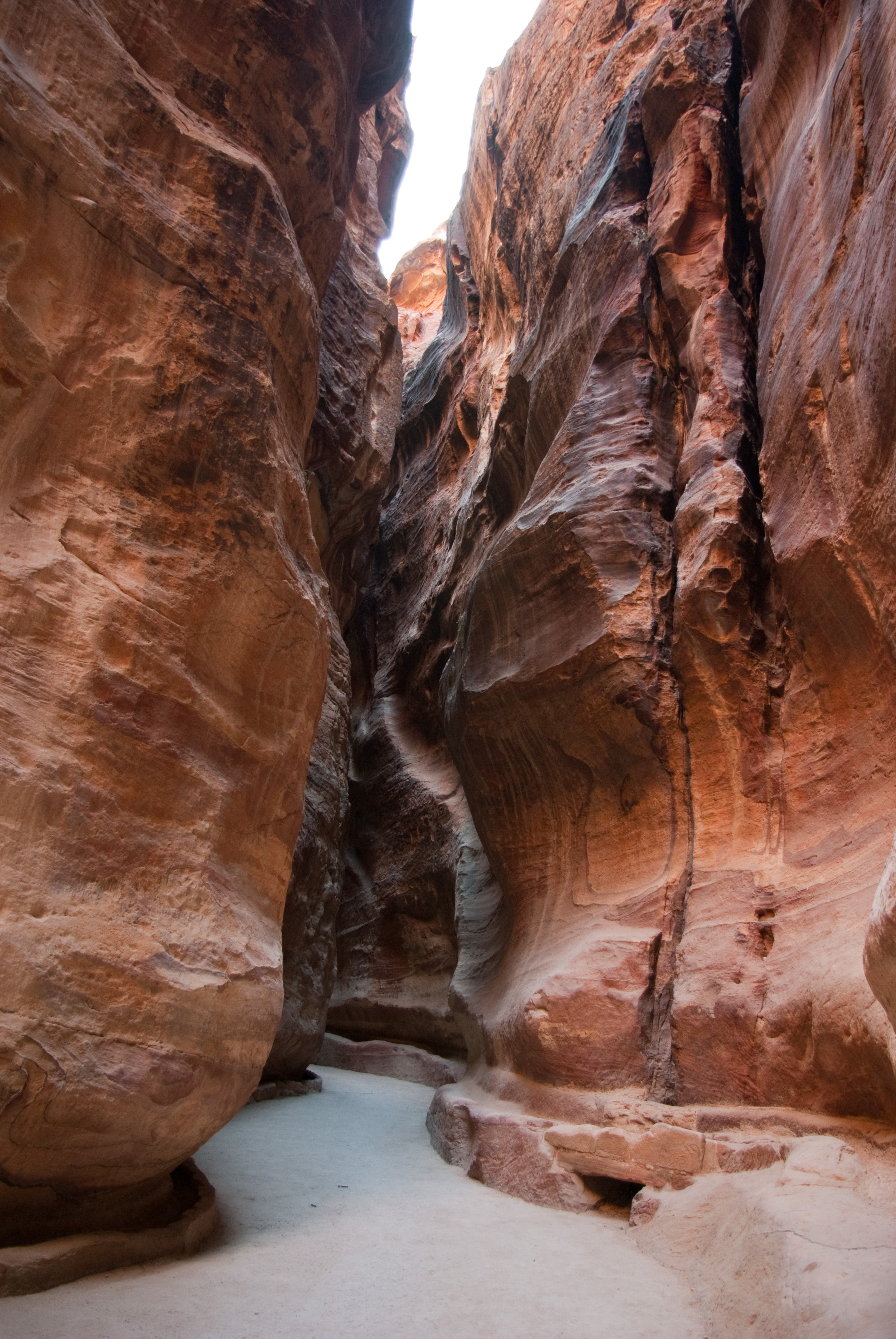
السيق
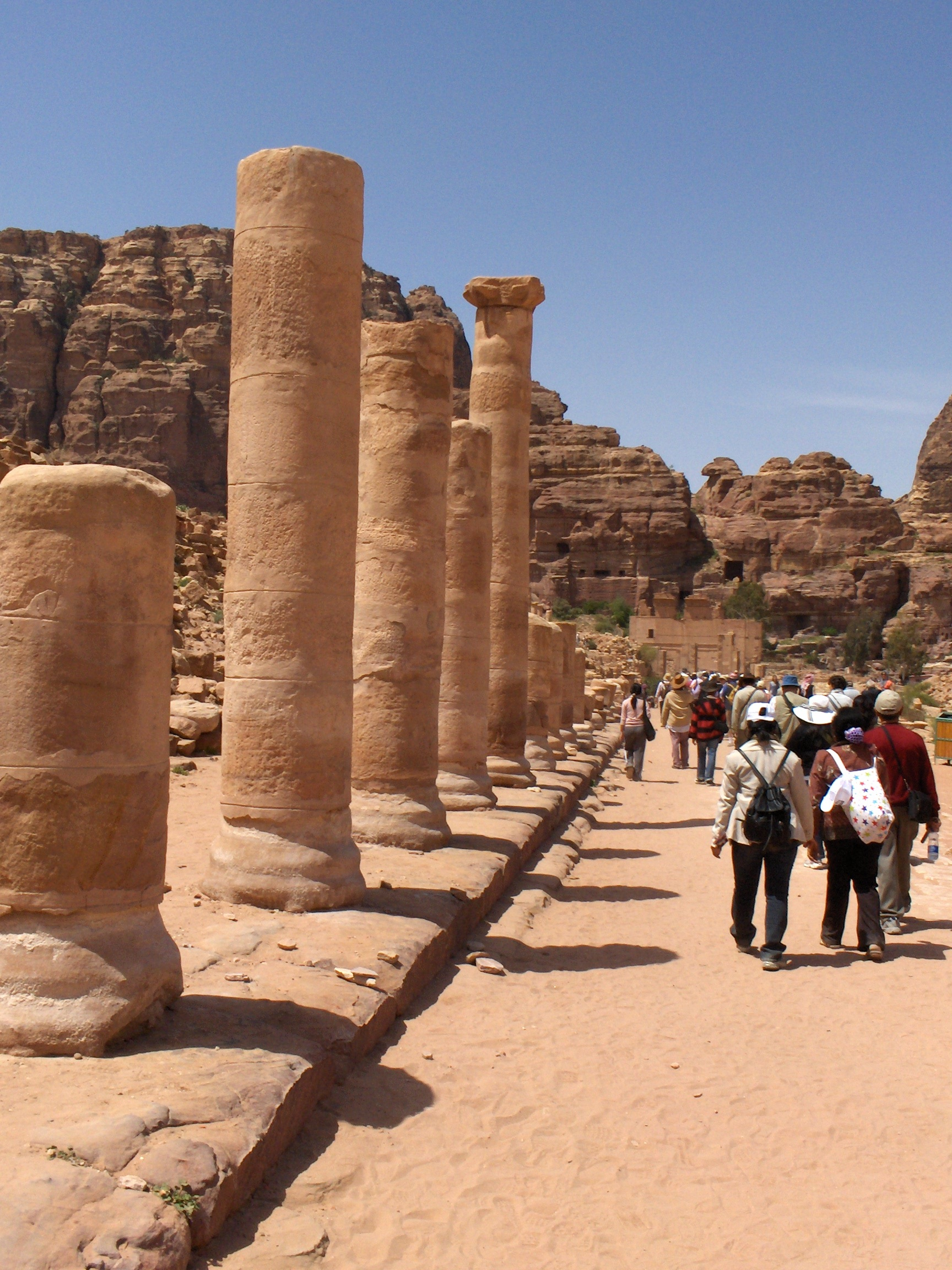
الشارع المعمد
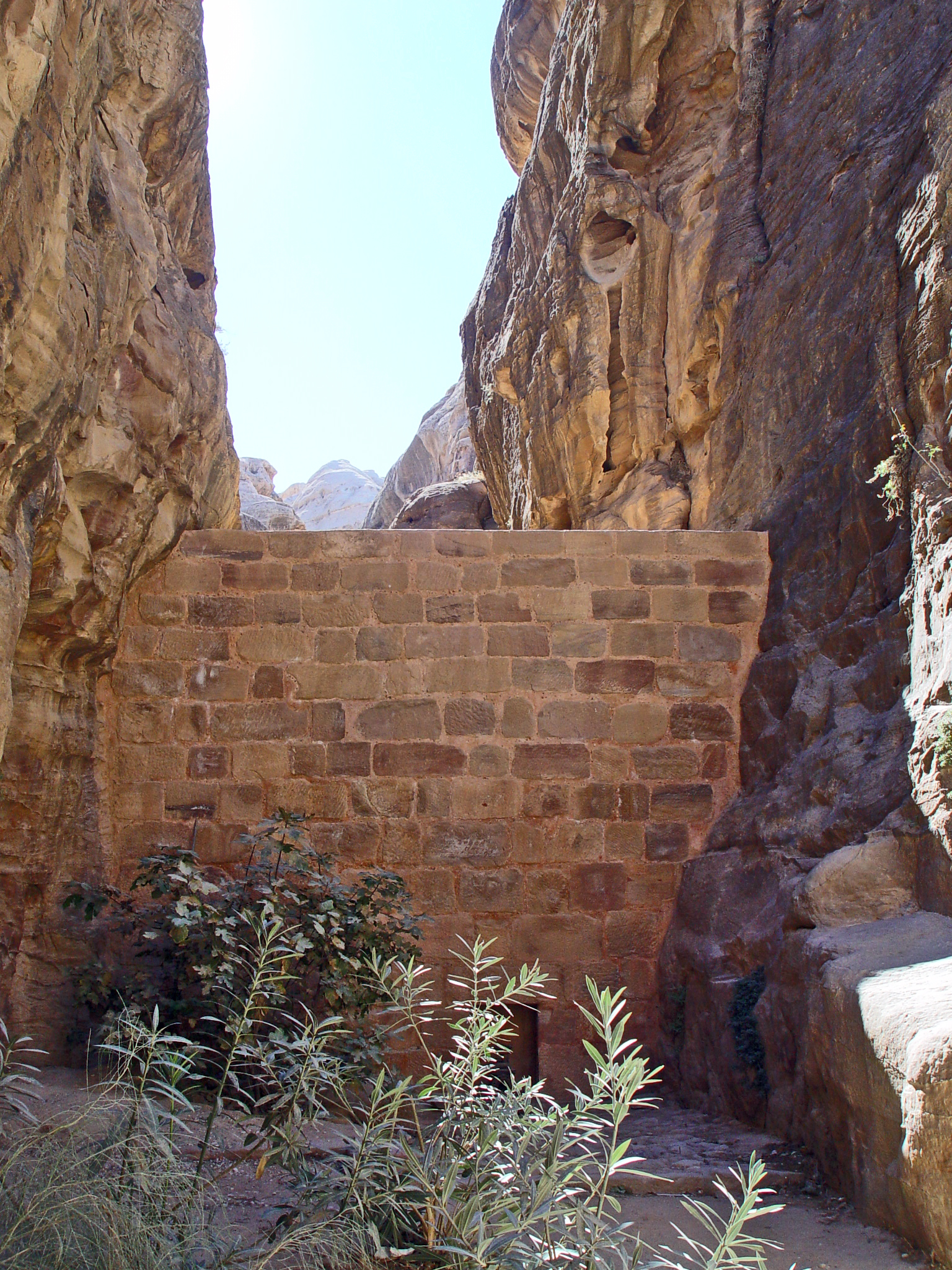
أحد السدود
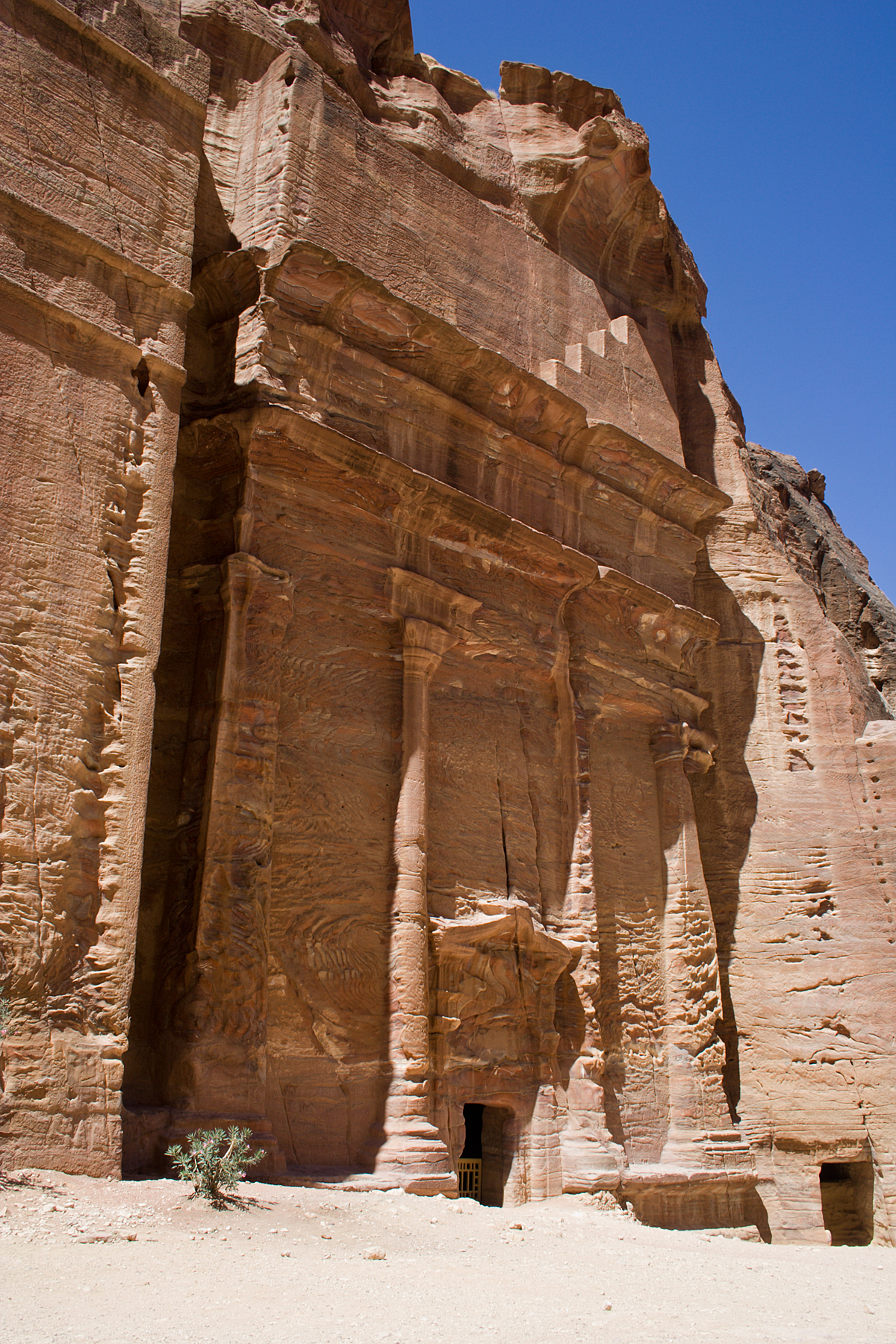
قبر الجندي
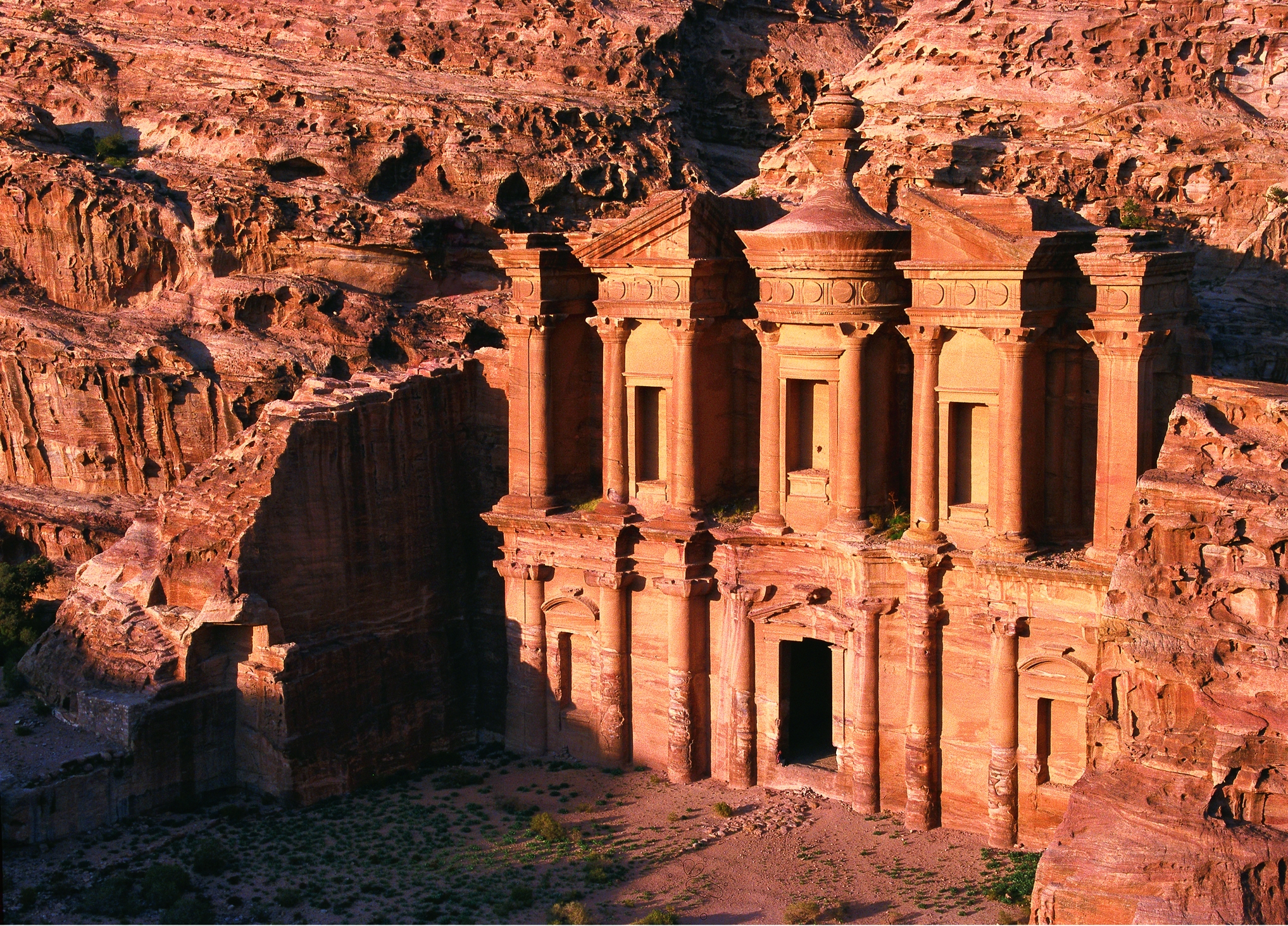
الدير عند غروب الشمس
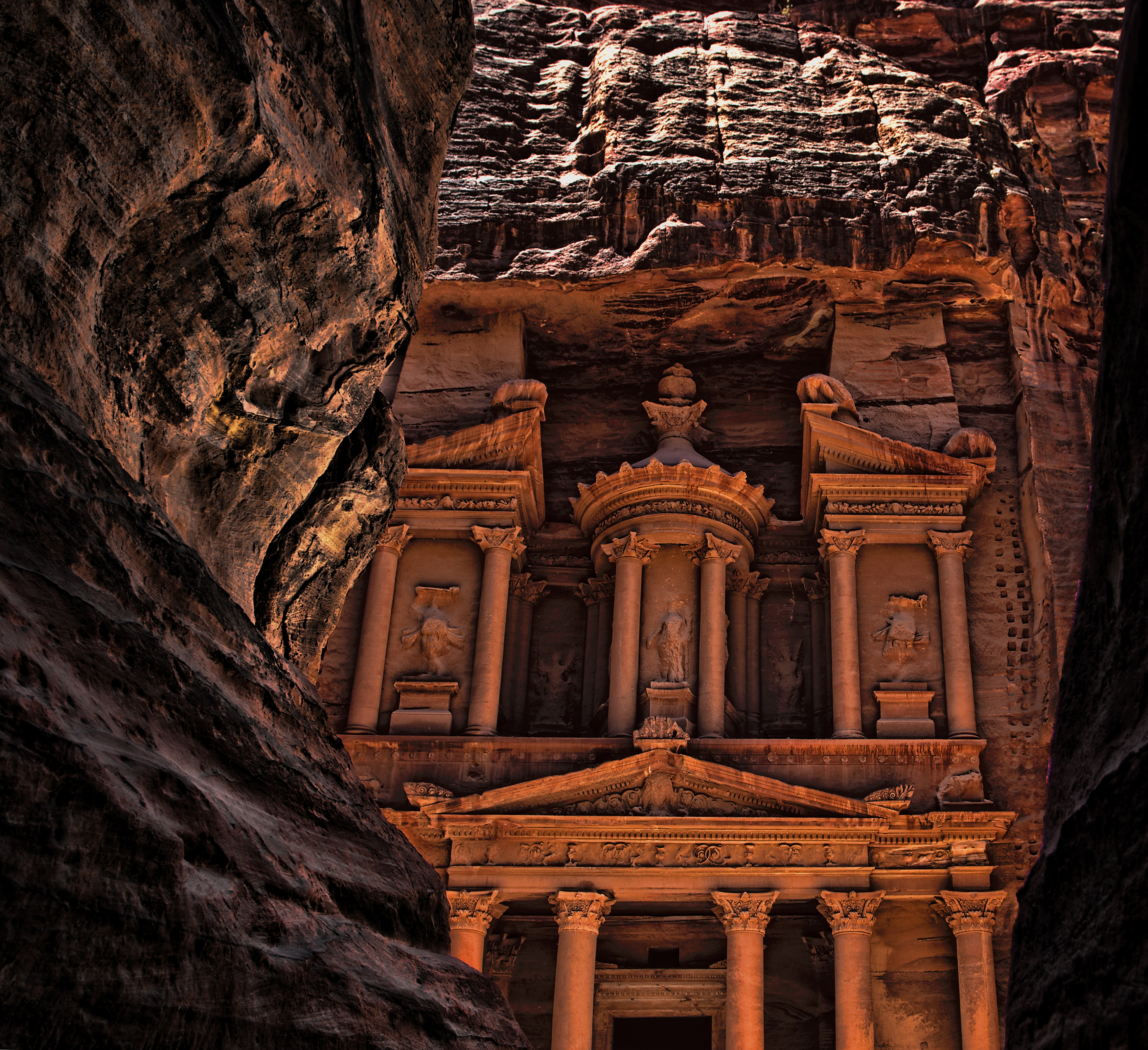
الخزنة منظر أمامي
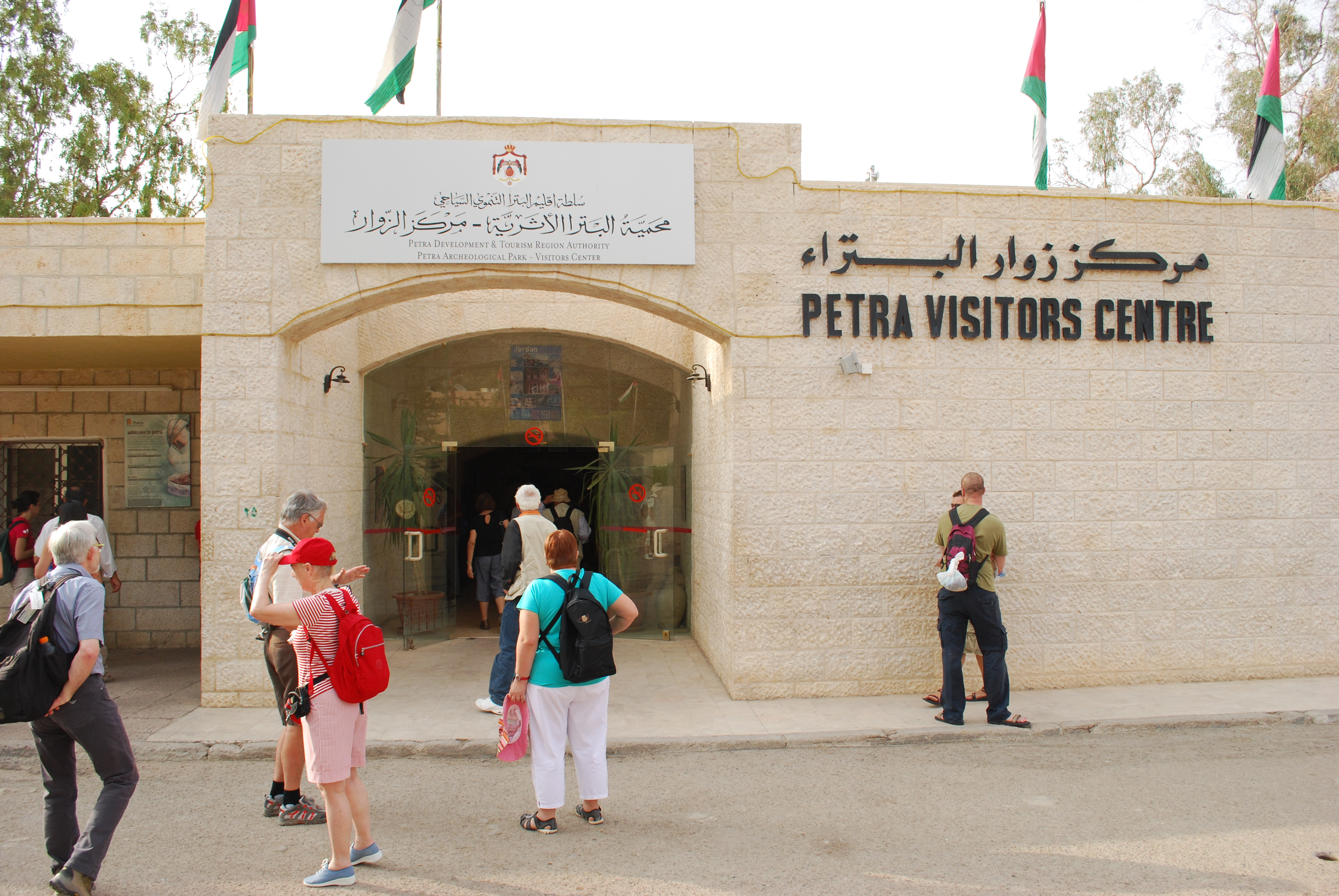
مركز زوار البتراء
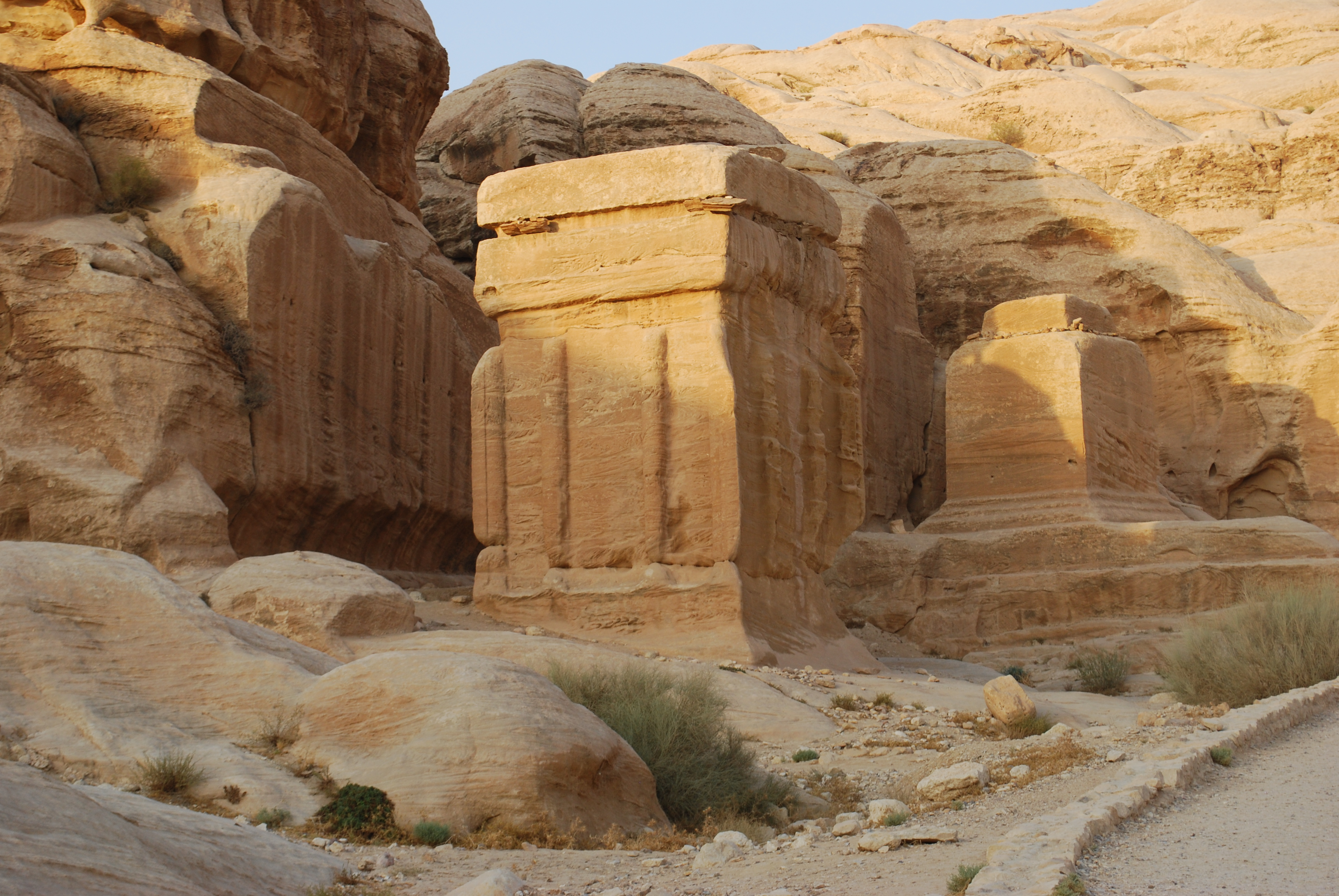
صخور الجن
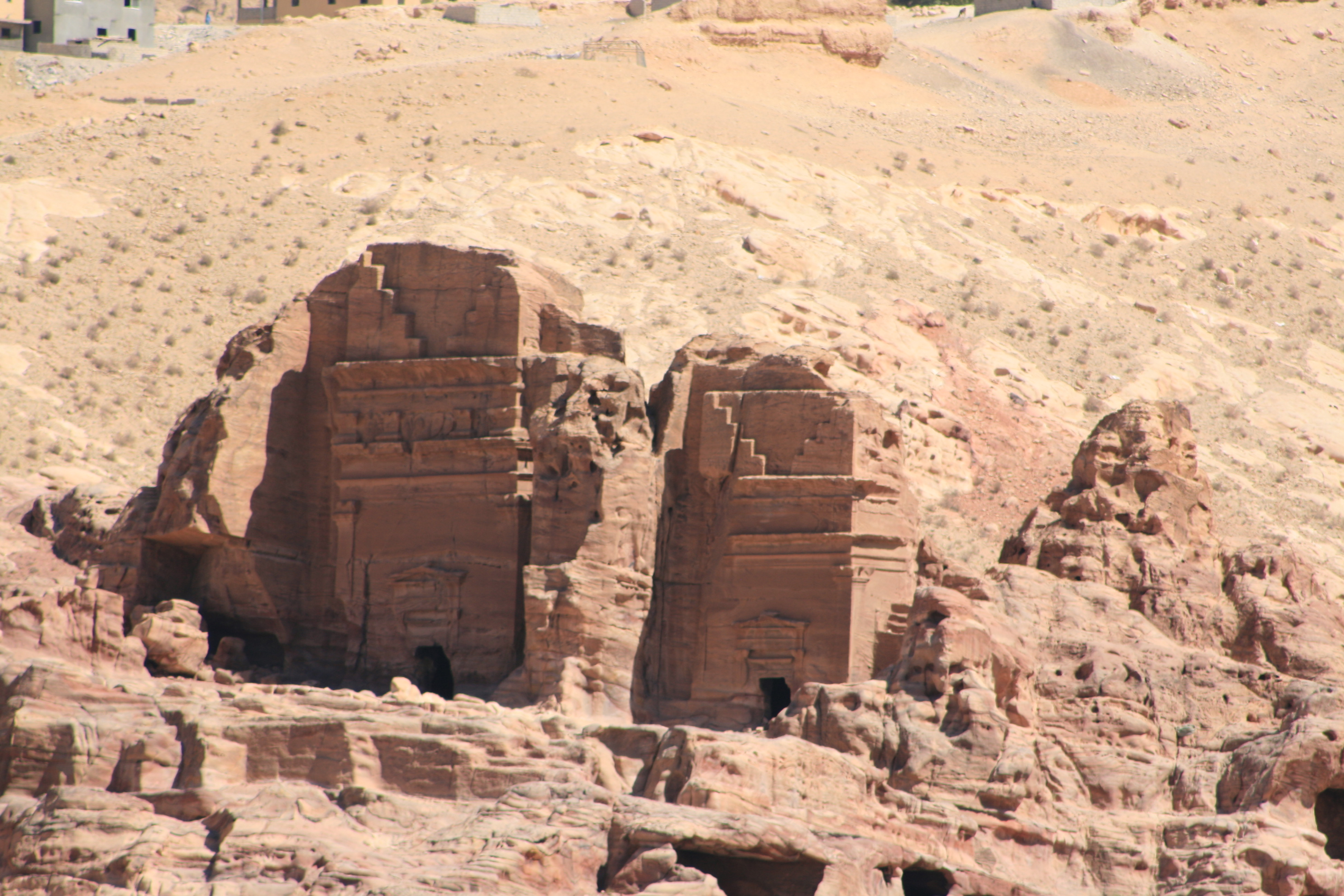
مُغُر النصارى
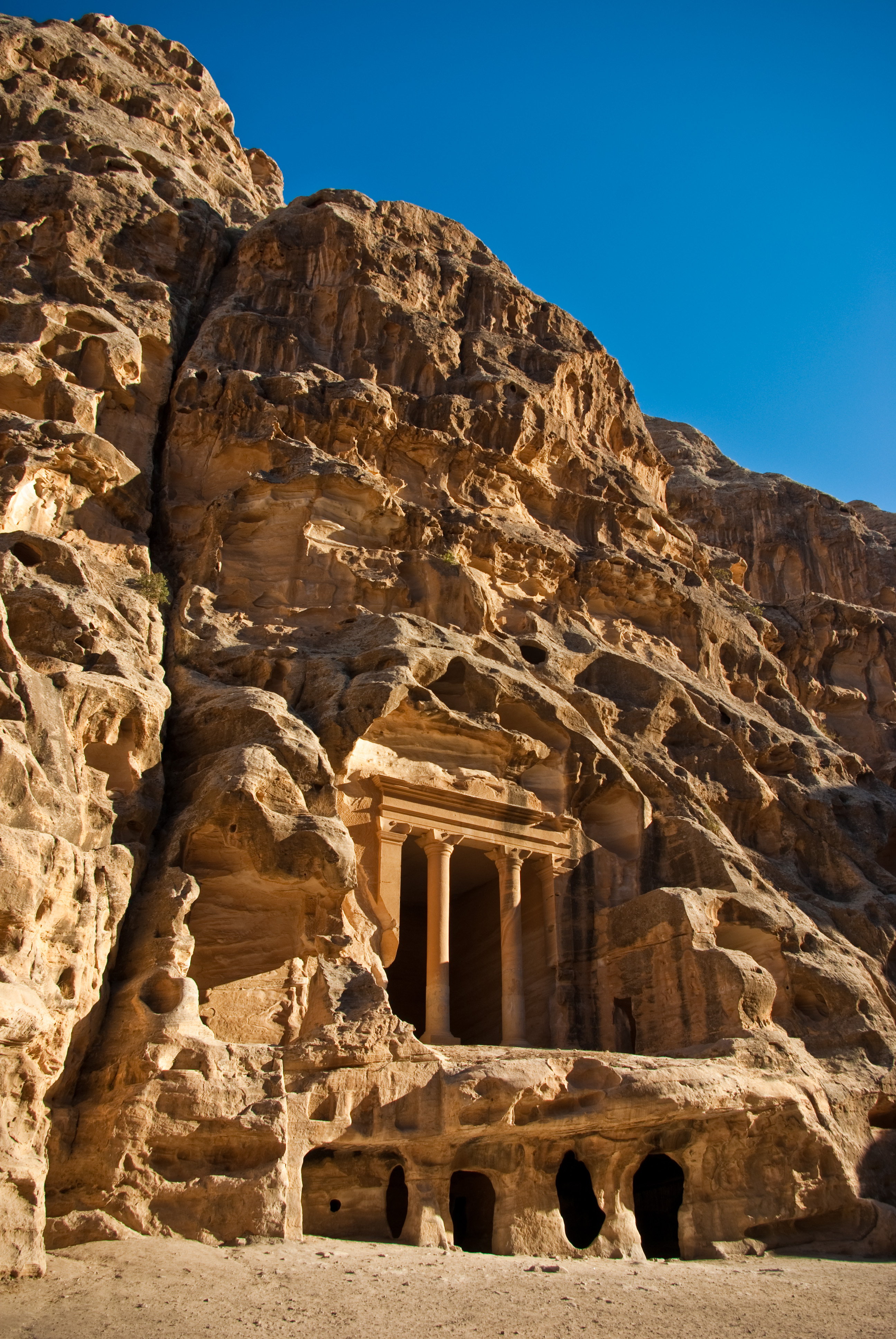
البتراء الصغيرة
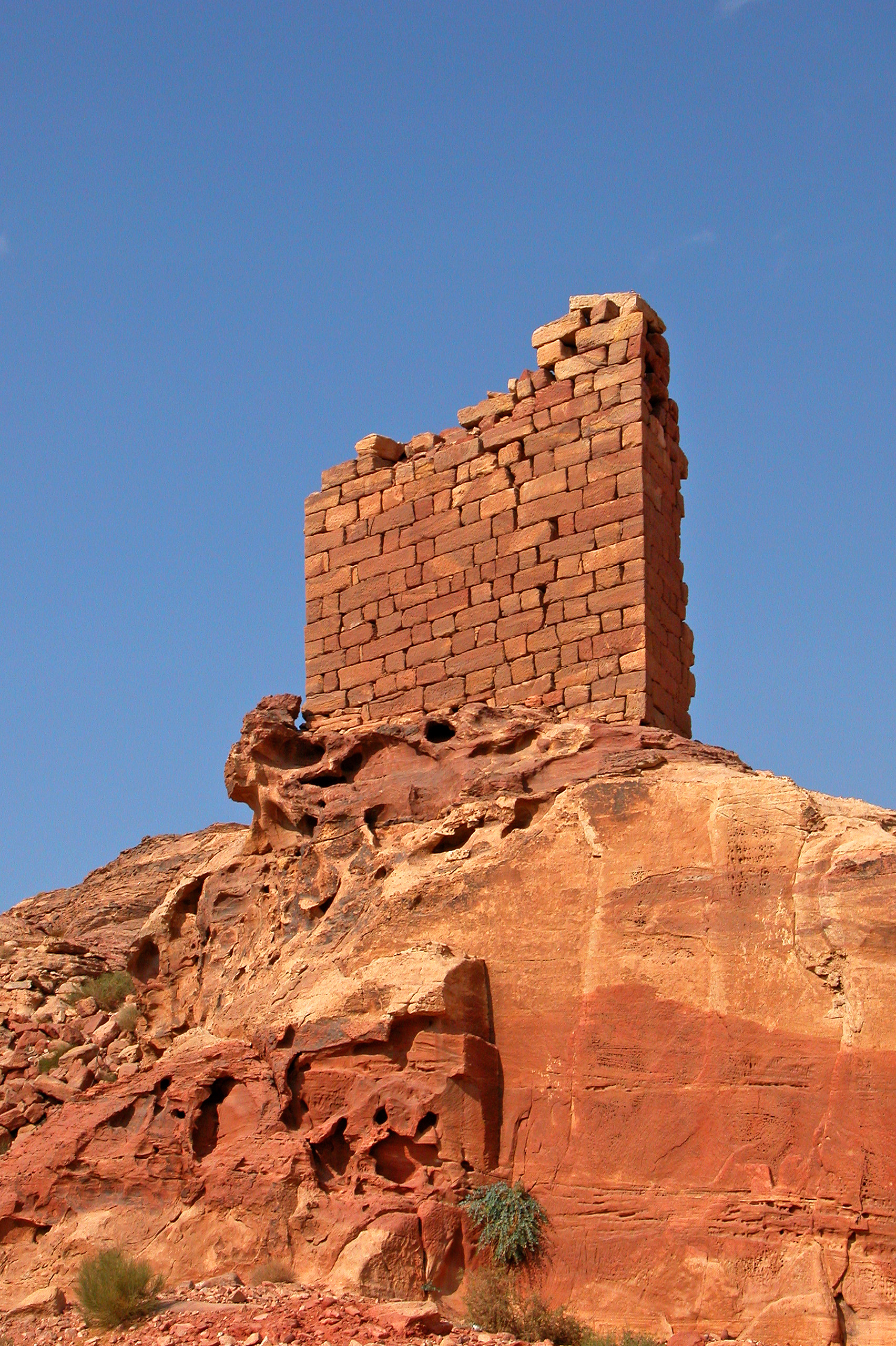
القلعة الصليبية
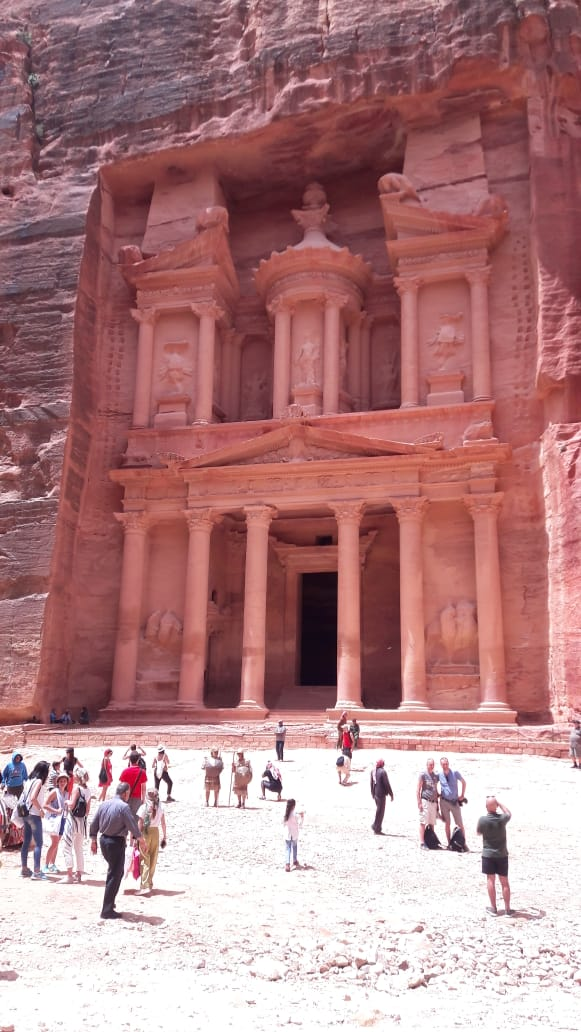
البتراء
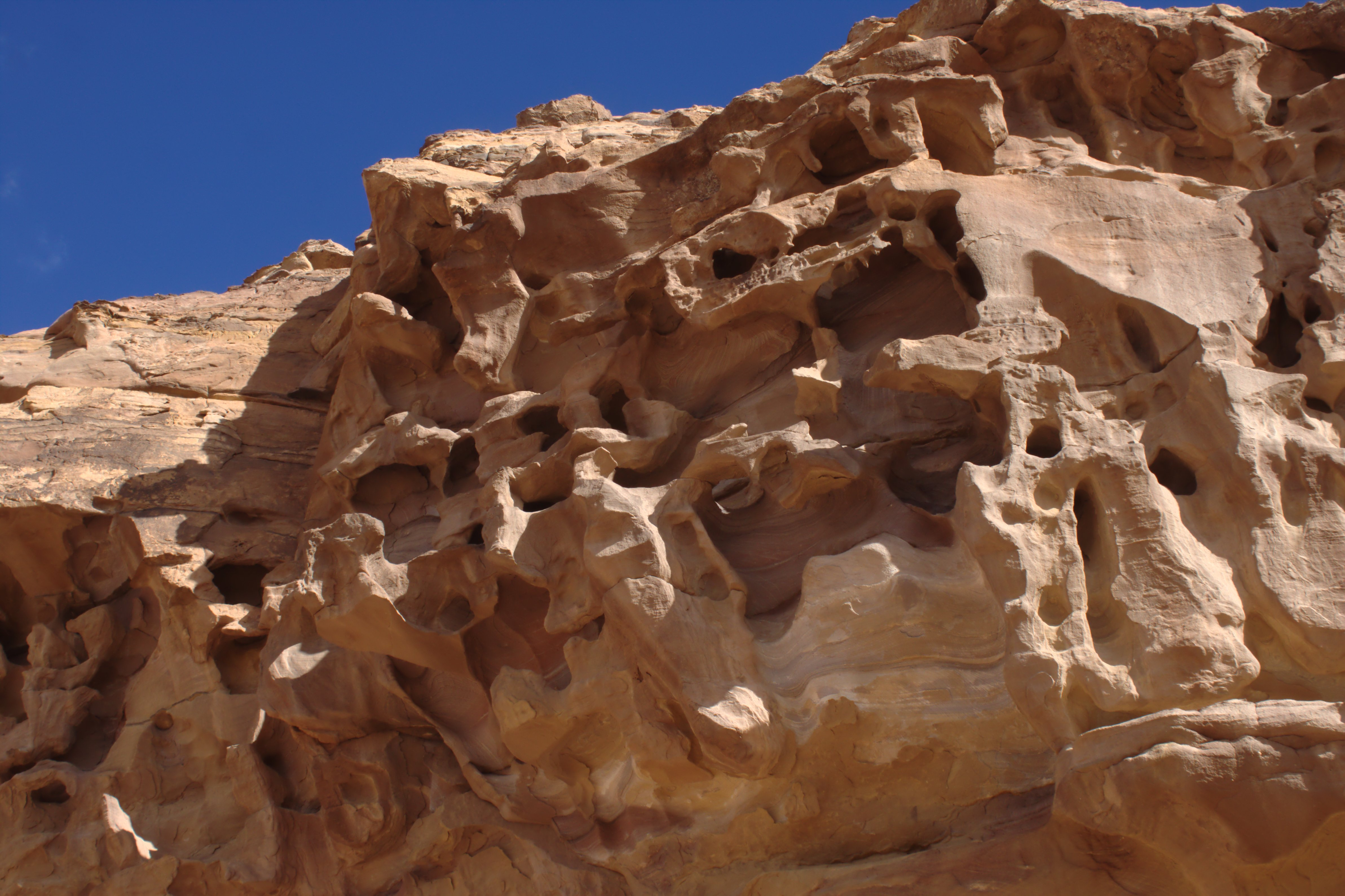
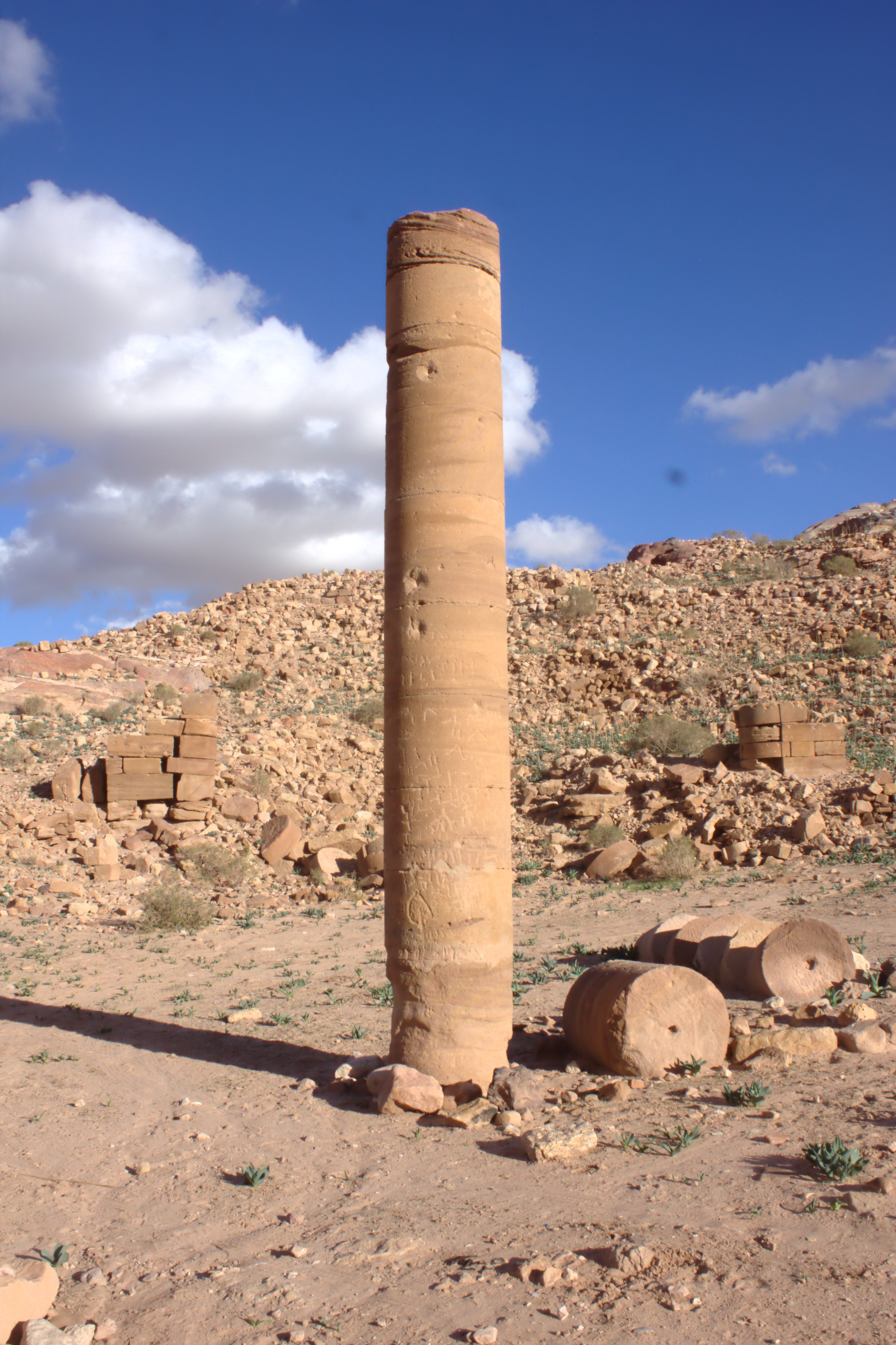

## وصلات خارجية
- وثائقي ناشونال جيوغرافيك عن البترا
- البتراء في أوائل القرن التاسع عشر
- جولة افتراضية لأهم معالم البتراء
- جولة ثلاثية الأبعاد في البتراء
- فيديو عن البتراء
- محمية البتراء الأثرية
- الدليل الذكي - خريطة تفاعلية للبتراء
- حفريات المعبد الكبير في البتراء
- صور أرشيف البترا
- صور أرشيف البترا
- تاريخ البتراء ومعرض صور وخرائط تاريخية
- صور للبتراء
- قرابة 800 صورة وبانوراما مع الوصف